# Meißner und Meißner Vorland
Mit der Bezeichnung Meißner und Meißner Vorland wurden mehrere Flächen auf und um den Hohen Meißner, den höchsten Berg im nordöstlichen Hessen, als ein Fauna-Flora-Habitat-Gebiet (FFH-Gebiet) in das länderübergreifende Netz besonderer Schutzgebiete Natura 2000 integriert. Natura 2000 hat den Erhalt der biologischen Vielfalt zum Ziel und soll dem anhaltenden Rückgang von wildlebenden Arten und ihrer natürlichen Lebensräume entgegenwirken. Die rechtlichen Grundlagen für das Schutzgebietssystem bilden die Vogelschutzrichtlinie und die Fauna-Flora-Habitat-Richtlinie der Europäischen Union.
Begründet wurde die Schutzwürdigkeit des Meißners und seines Vorlands mit der außergewöhnlichen Vielfalt der Landschaft, die einen großflächig zusammenhängenden Lebensraumkomplex aus verschiedenartigen Wäldern, extensiv genutztem Grünland, naturnahen Fließgewässern und verschiedenen Sonderstandorten wie Blockhalden, Felsen und Mooren besitzt. Die in dem Gebiet vorkommenden edellaubholzreichen Blockschuttwälder mit ihren seltenen und gefährdeten Tier- und Pflanzenarten werden als von „nationaler Bedeutung“ angesehen. Schutzwürdig aus kulturhistorischer Sicht sind die stellenweise kleinräumig parzellierten Kalkmagerrasen und Magerwiesen, die als Überbleibsel einer historischen Landnutzungsform erhalten geblieben sind, die Kultplätze der Frau Holle, um die sich Sagen und Mythen ranken, sowie die Relikte des Braunkohlebergbaus, der zu den ältesten seiner Art in Deutschland gehört.

## Lage

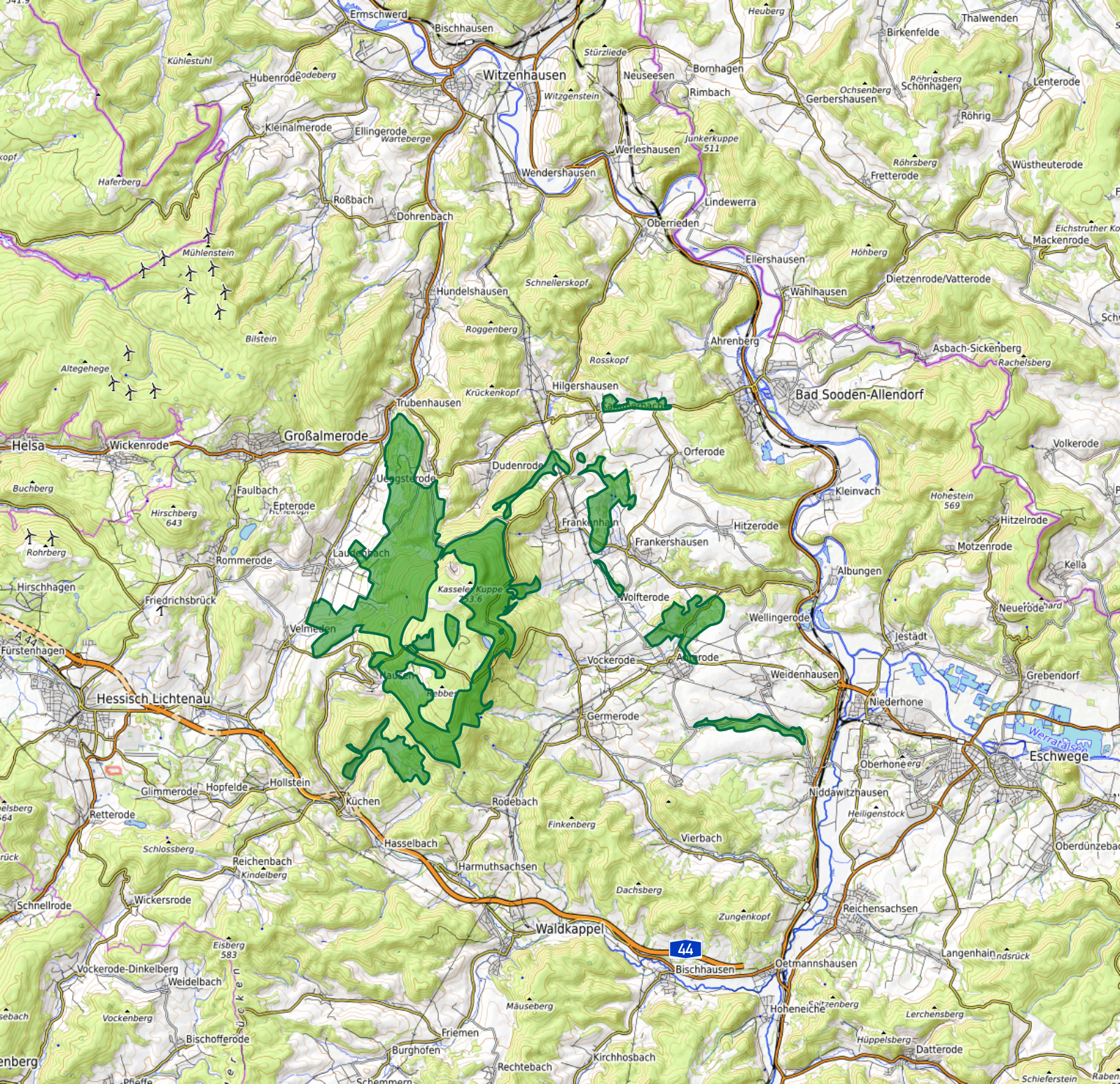
Topographische Gebietskarte des FFH-Gebiets Meißner und Meißner Vorland

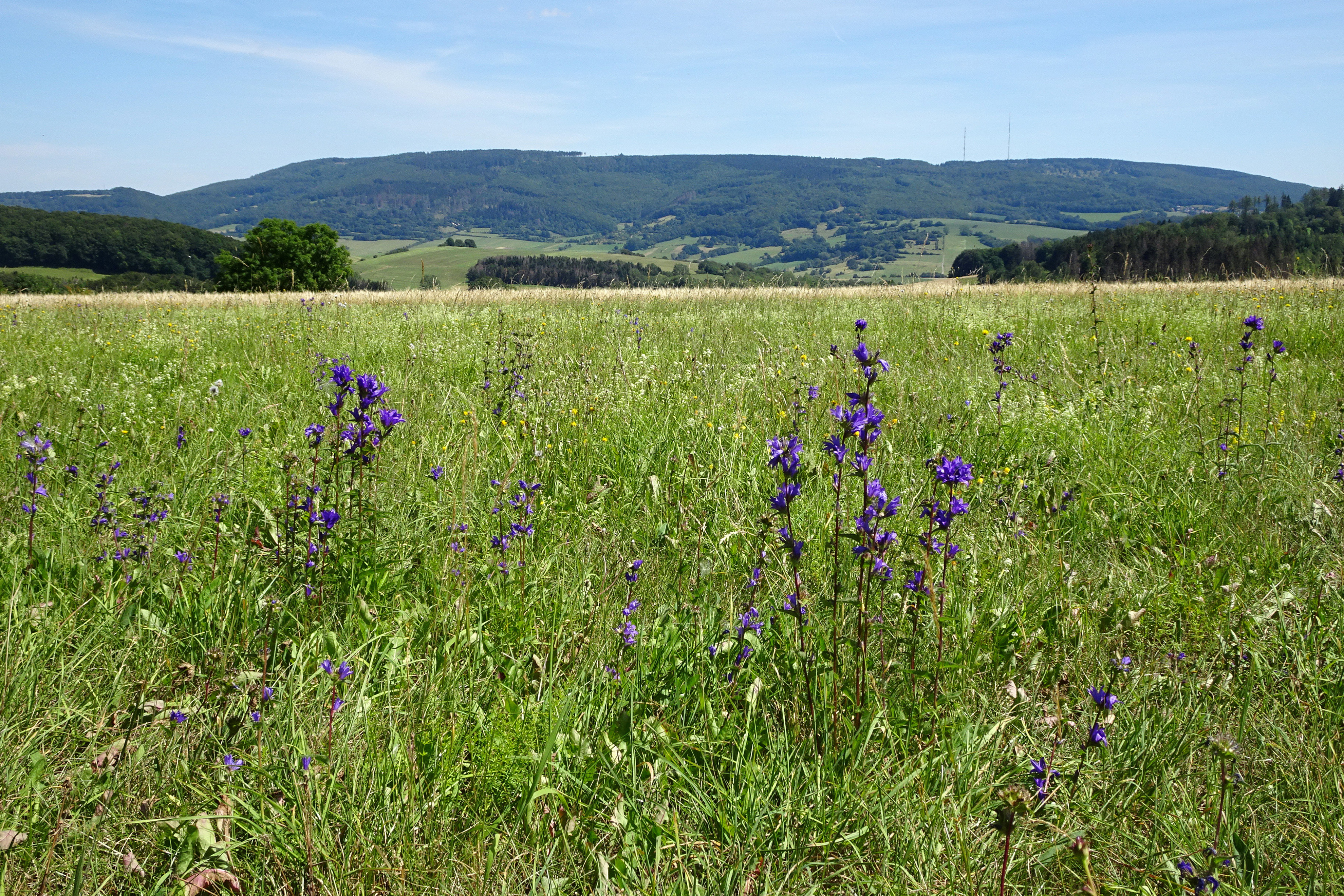
Blick vom Rösberg bei Rommerode auf den Westhang des Hohen Meißners

Mit einer Höhe von 753,6 m ragt der Meißner als langgestreckter Bergrücken im nordhessischen Werra-Meißner-Kreis deutlich aus der ihn umgebenden Mittelgebirgslandschaft heraus. Der oft als „König der hessischen Berge“ bezeichnete Meißner erhebt sich um rund 600 m über der Werraniederung. Das Fauna-Flora-Habitat-Gebiet liegt innerhalb des Geo-Naturparks Frau-Holle-Land und erstreckt sich zwischen einer Höhenlage von rund 195 m am Krösselberg auf bis zu 740 m im Bereich unterhalb der Kasseler Kuppe. Das Plateau des Meißners, deren ehemalige Wiesen und Weiden am Ende des 19. Jahrhunderts großflächig mit Fichten aufgeforstet wurden, gehört überwiegend nicht zu dem aus mehreren Teilgebieten bestehenden Fauna-Flora-Habitat-Gebiet. Dieses umfasst die bereits ausgewiesenen Naturschutzgebiete
- „Bühlchen bei Weißenbach“,
- „Kripplöcher und Hielöcher“,
- „Meißner“ und
- „Quellgebiet der Weißen Gelster“

sowie
- die Westhänge des Meißners zwischen Trubenhausen und Velmeden,
- die Gegend zwischen dem Meißner und Küchen,
- die Hänge des Krösselsbergs, das Kupferbachtal und den Bereich um den Todstein nördlich von Abterode,
- das Schweinsbachtal mit seinen Hängen zwischen Eltmannshausen und Gut Mönchhof,
- die Offenlandflächen nordöstlich von Kammerbach und im Otterbachstal sowie
- Gebiete in der Karstlandschaft nördlich und südlich von Frankershausen mit dem Kressenborntal und den Magerrasen „Auf dem Stein“.[3]

Administrativ befinden sich die Flächen in den Gemarkungen von
- Dudenrode und Kammerbach der Stadt Bad Sooden-Allendorf,
- Eltmannshausen der Stadt Eschwege,
- Frankenhain und Frankershausen der Gemeinde Berkatal,
- Laudenbach, Trubenhausen, Uengsterode und Weißenbach der Stadt Großalmerode,
- Hausen, Küchen und Velmeden der Stadt Hessisch Lichtenau,
- Abterode, Alberode, Vockerode, Weidenhausen und Wolfterode der Gemeinde Meißner und
- Hasselbach der Stadt Waldkappel.[4]

In der naturräumlichen Gliederung Deutschlands, die auf der Geographischen Landesaufnahme des Instituts für Landeskunde Bad Godesberg basiert, liegt das FFH-Gebiet in der Haupteinheitengruppe des Osthessischen Berglands (35). Der Kernbereich wird den Nördlichen Meißnervorbergen (357.80) und dem Hohen Meißner (357.81) zugeordnet. Nach Westen fällt das Gebiet in das Velmeder Tal (357.52) und nach Süden in das Waldkappeler Wehretal (357.54) ab. Sie sind alle Teileinheiten des Fulda-Werra-Berglands (357). Die östlichen Flächen gehören zu den Teileinheiten Meißner (358.03) und Weidenhäuser Hügelland (358.23) innerhalb des Unteren Werraberglands (358).

## Geologie
Der über einem Sockel aus den sedimentären Gesteinen der Trias, Buntsandstein und Muschelkalk, aufgebaute Bergstock erhielt sein heutiges Aussehen durch die Auswirkungen des tertiären Vulkanismus und der saxonischen Bruchschollentektonik aus der Kreidezeit. Sie begannen vor rund 145 Millionen Jahren, gegen Ende des Erdmittelalters, und währten bis in das späte Pliozän, vor etwa zwei Millionen Jahren. In diesem Zeitabschnitt der Erdgeschichte zerlegten umfangreiche Verschiebungen und Absenkungen innerhalb der Erdkruste den Untergrund der Hessischen Senke. Es bildeten sich mit dem Gelstertalgraben, der entlang des Westrands des Meißners verläuft, und der Störungslinie, die sich in südöstlicher Richtung zwischen Thüringer und Teutoburger Wald erstreckt, zwei Grabenbruchsysteme aus. An ihren Rändern drangen vor rund fünf Millionen Jahren, an der Wende vom Miozän zum Pliozän, basaltische Lavamassen an die Erdoberfläche und überdeckten den Untergrund. Durch Einwirkung von Druck und Hitze auf die überlagerten Sumpfwälder, die in dem damaligen tropischen bis subtropischen Klima in flachen Mulden wuchsen, entstand durch die Inkohlung des Holzes Braunkohle. Als Aufstiegsschlote des Magmas werden die Bereiche um Kitzkammer, Kalbe, Seesteine sowie um einen beim Kohleabbau entdeckten Basaltpfropf zwischen Bransrode und dem Friedrichstollen gedeutet. Der heißen Lava, die über die weiche Erdoberfläche floss und zu hartem, verwitterungsresistenten Basalt erstarrte, verdankt der Meißner seine gegenwärtige Form. Als „schützender Mantel“ deckte die vulkanische Gesteinsdecke, die heute eine Nord-Süd-Ausdehnung von rund vier Kilometern und eine Ost-West-Ausdehnung von etwa zwei Kilometern besitzt, die unter ihr lagernden Sande, Tone und Braunkohleschichten zu und verhinderte deren Abtragung. Die überhängenden Ränder an den Flanken des Basaltplateaus stürzten unter den periglazialen Bedingungen während der Eiszeiten ab und es entstanden die für den Meißner typischen großflächigen Blockhalden, die wegen ihrem Artenreichtum zu den wertvollsten Biotopen für Moose und Flechten in Mitteleuropa zählen.
Im östlichen Vorland dominieren neben unterschiedlichem Solifluktionsschutt die Ablagerungen des Zechsteins: Muschelkalk, Dolomit und Gips. Durch Abtragungs- und Auslaugungsprozesse von Gips- und Salzeinlagerungen im Zechstein entstand die Karstlandschaft um Frankershausen mit Erdfällen, Dolinen sowie herausragenden Felsen und Kuppen. Kleinflächig kommt auch Grauwacke und westlich des Meißners, bei Uengsterode und Laudenbach, Keuper vor. Im Nacheiszeitalter lagerten sich in Senken und Bachauen Löss, Lösslehm, Lehm und alluvialer Auelehm ab.

## Klima
Das Meißnergebiet liegt im Übergangsbereich vom atlantisch zum mehr kontinental geprägten Klima. Bedingt durch die unterschiedlichen Höhenlagen und das vielfältige Relief des Meißners und seines Vorlands variieren die kleinklimatischen Verhältnisse jedoch sehr stark und weisen beachtliche Unterschiede auf. Das Klima auf der Hochfläche wird als kühl, feucht und windreich bezeichnet und ist mit dem in Mittelschweden vergleichbar. Das Plateau des Meißners hat die niedrigsten Temperaturmittel, die kürzeste Vegetationsperiode und die längste Schneebedeckung in der Region. Die ehemals oft bis in das Frühjahr reichende Schneekappe gab dem Berg vermutlich auch seinen ursprünglichen Namen „Wissner“. Die besonderen Bedingungen der Gipfellagen ermöglichen das Vorkommen zahlreicher montaner und borealer Arten, beispielsweise Echte Arnika (auch Bergwohlverleih genannt), Purpurreitgras und Wiesen-Knöterich. Im östlichen Vorland finden sich dagegen eher wärmeliebende Arten, zu denen die Kartäusernelke und einige Ragwurzen und Knabenkräuter zählen.
Wegen seiner Höhe und der Ausrichtung quer zu den vorherrschenden westlichen Winden erreichen die Niederschläge an der dem Wind zugewandten Seite und auf der Hochfläche ihre Maximalwerte, während sie nach Osten, im Regenschatten, abnehmen.

## Kulturgeschichte
Der Name Meißner unterlag im Laufe der Jahrhunderte einem Wandel, was zu verschiedenen Erklärungsversuchen führte. Ursprünglich hieß er vermutlich Wissner oder auch Wissener, was mit Wiesenberg oder „der Weiße“ gedeutet wurde. Die Schreibweise veränderte sich später unter anderem von Wiesener über Wißner zu Weißner. Die heutige Form trat erstmals im 16. Jahrhundert auf. Den Namenszusatz „Hoher“ verdankt der Berg dem Ersten freideutschen Jugendtag, der als Alternativveranstaltung zum Fest zur Einweihung des Völkerschlachtdenkmals in Leipzig gedacht war. Im Oktober 1913 kamen rund dreitausend Menschen aus höchst unterschiedlichen Jugendgruppen, die mehr Freiheit und Selbstbestimmung einforderten, auf den Wiesen der Hausener Hute in freier Natur zusammen. Die Teilnehmer des Ereignisses berichteten später oft von der Aura des Ortes, den sie in ihren Schriften den Hohen Meißner nannten.
Unter den früheren Landnutzungen auf dem Meißner und im Vorland waren die Viehwirtschaft auf Waldweiden und die Heugewinnung auf den Wiesen von großer Bedeutung. Die Bewohner der umliegenden Dörfer trieben ihr Vieh auf Triftwegen in die Waldungen. Durch den Verbiss der Tiere entstanden Huteflächen, die fast kahl waren. Die ausgedehnten ehemaligen Weiden auf dem Plateau wurden zwischen 1890 und 1900 zum größten Teil mit Fichten bepflanzt. Diese Fichtenforste gehören nicht zum FFH-Gebiet. Die heute noch vorhandenen Bergwiesen auf der Hochfläche gelten als Überbleibsel der ehemaligen Hutebeweidung. Sie werden zu artenreichsten und farbenprächtigsten Grünlandgesellschaften Hessens gezählt.
Einige der verschiedenen Biotoptypen im Meißnervorland, wie die Kalktrockenrasen, Wacholderheiden und mageren Flachland-Mähwiesen, sind durch frühere Nutzungsformen entstanden oder wurden von diesen geprägt. Während die fruchtbaren Böden Ackerbau ermöglichten, dienten die mageren und unwegsamen Bereiche der Beweidung durch Schafe und Ziegen. Hier konnte sich eine weitgehend offene Landschaft entwickeln, an die sich eine ganze Reihe von Tieren und Pflanzen anpassten und ihn als Lebensraum eroberten. Mit der Intensivierung der Landwirtschaft ab der Mitte des 20. Jahrhunderts und dem Ende der unwirtschaftlich gewordenen Schaf- und Ziegenbeweidung fielen viele der Hutungsflächen brach und verbuschten bis hin zur Verwaldung. Mit Pflegemaßnahmen, die der Geo-Naturpark Frau-Holle-Land in seiner Funktion als Landschaftspflegeverband seit 2020 übernommen hat, und Beweidungskonzepten wird versucht, Teilbereiche wieder zu den ehemals großflächig verbreiteten Offenlandhabitaten zu entwickeln. In diesem Rahmen sollen auch mit Projekt Schaf schafft Landschaft nachhaltige Strukturen geschaffen werden, um artenreiche Grünlandflächen langfristig zu erhalten und zu fördern.
Im Jahr 1962 wurde der Naturpark Meißner-Kaufunger Wald gegründet, auch mit dem Ziel nachhaltigen Tourismus zu fördern und gleichzeitig sensible Bereiche zu schützen. Nach Erweiterungen der Fläche nannte sich 2017 der Naturpark in Geo-Naturpark Frau-Holle-Land um. Derzeit gehören zum Naturpark alle sechzehn Kommunen im Werra-Meißner-Kreis sowie sechs im Landkreis Kassel und zwei im Landkreis Hersfeld-Rotenburg.

## Bergbau am Meißner

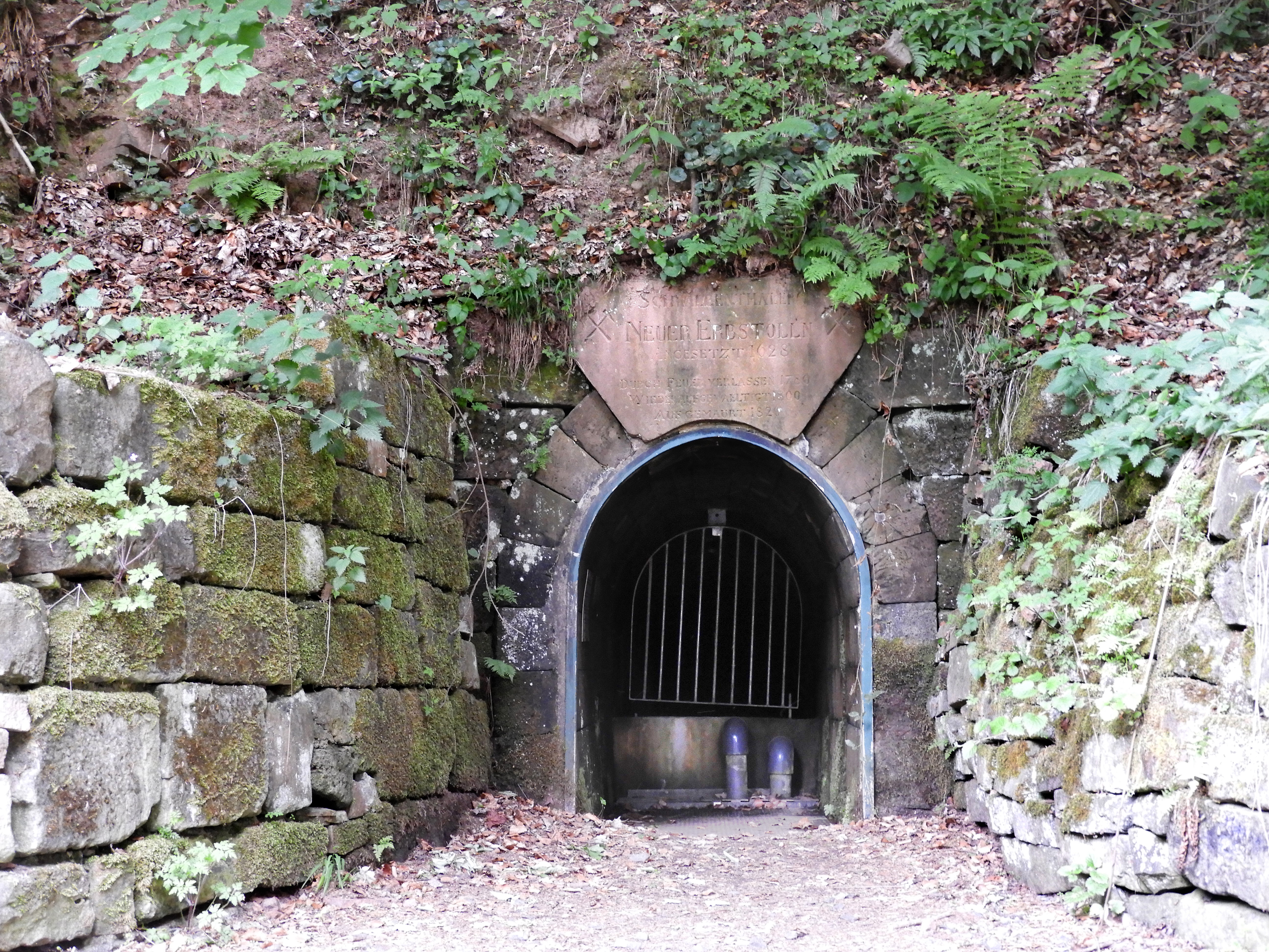
Schwalbenthaler Neuer Erbstollen

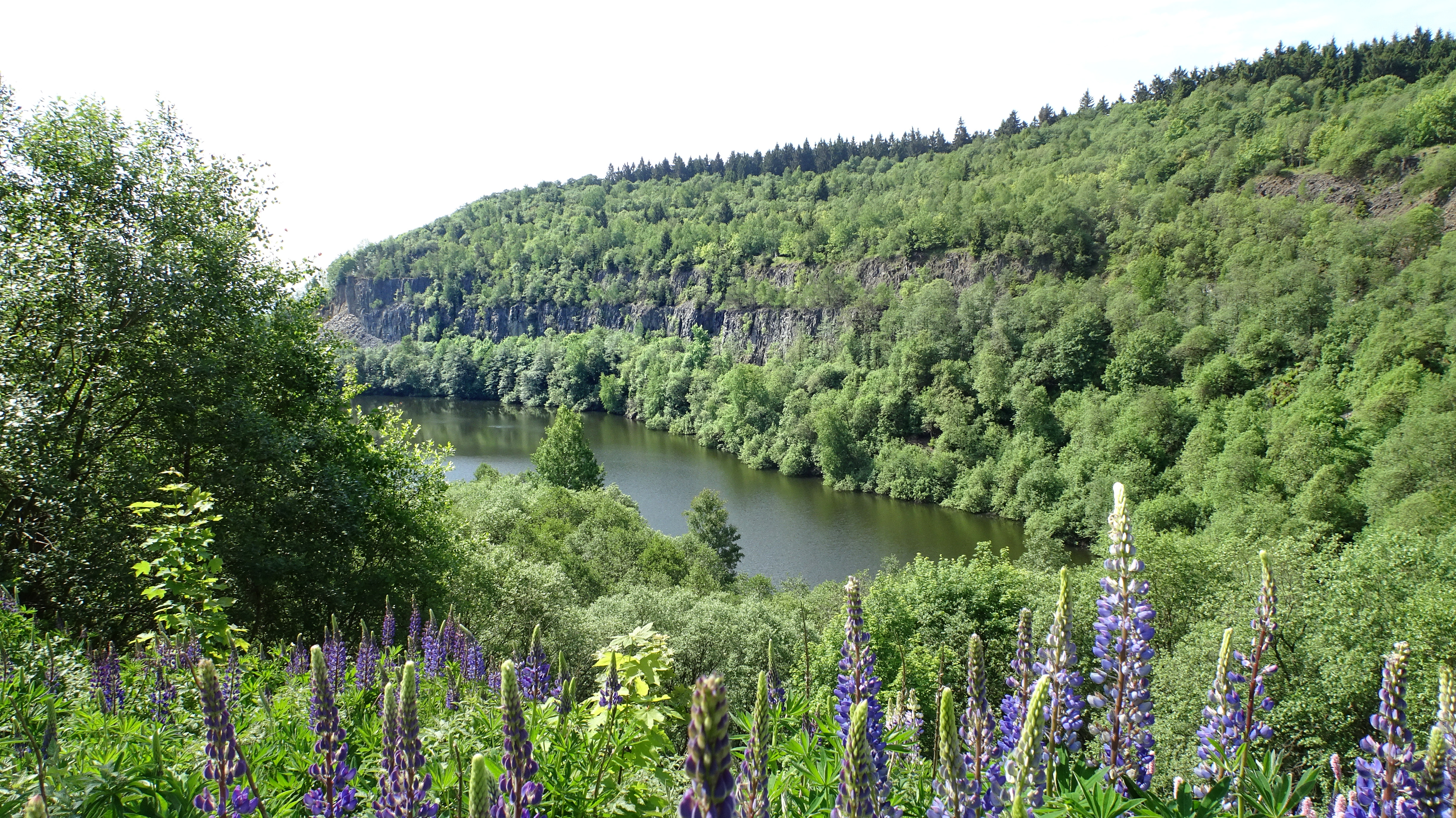
Das Tagebaurestloch mit dem Kalbesee liegt nicht im FFH-Gebiet, wird jedoch von ihm umgeben

Der Abbau von Braunkohle begann in der zweiten Hälfte des 16. Jahrhunderts, nachdem in der Umgebung von Schwalbenthal kleine Kohlestückchen im Treibsand einer Quelle gefunden wurden. Auf Anregung des Pfarrers und Salzgreben Johannes Rhenanus (* um 1528; † 1589) wurde ein etwa sechzehn Meter langer erster Versuchsstollen angelegt, der jedoch lediglich Basaltgeröll mit geringen Kohlespuren zutage förderte. Rhenanus experimentierte in dieser Zeit mit Braunkohle für die Saline in Sooden, als aus den kahl geschlagenen Wäldern des Meißners kaum noch ausreichend Feuerholz kam, um das Salzsieden weiter zu sichern. Er konnte Landgraf Wilhelm IV. (* 1532; † 1592) überzeugen, weitere Untersuchungen mit angeworbenen Bergbaufachleuten aus dem Erzgebirge durchzuführen, um das gravierend gewordene Problem der Brennstoffversorgung zu lösen. In einem in der Nähe vom Schwalbenthal vorgetriebenen Schacht wurde dann Kohle gefunden und konnte ab 1578 abgebaut werden. Später kamen weitere Gebiete hinzu, in denen ebenfalls unter Tage gefördert wurde. In der Anfangszeit wurde nur die Glanzkohle entnommen, deren Mächtigkeit zwischen einem und fünf Metern schwankte und deren Heizwert fast an die der Steinkohle heranreichte. Ab 1790 wurde dann auch die darunter anstehende geringwertigere, matt aussehende Braunkohle abgebaut. Die Arbeit mit Schlägel und Eisen im Fels war gefährlich und mühsam. Gebirgsdruck, Wasser, Feuer und ungenügende Luftzufuhr zwangen immer wieder zur Aufgabe der Stollen.
Die Kohle diente bis gegen Ende des 19. Jahrhunderts fast ausschließlich zur Befeuerung der Salzsiedepfannen in Sooden. In dieser Zeit sind die Lagerstätten über horizontale Stollen erschlossen worden. Sie wurden leicht ansteigend in den Berg getrieben, um das anfallende Sickerwasser abzuleiten und die voll beladenen Hunte leichter aus dem Berg zu schieben. Diese Form des Abbaus endete 1929 mit der Schließung des Bransroder Stollens, der seit 1696 in Betrieb war. Trotz der mehr als 30 Stollensysteme, aus denen die Kohle gefördert wurde, blieben negative Auswirkungen für den Meißner weitgehend aus. Viele der Relikte des historischen Bergbaus im FFH-Gebiet wurden wegen ihrer orts- und bergbaugeschichtlichen Bedeutung als Kulturdenkmale in das Denkmalverzeichnis des Landes Hessen eingetragen.
Die Zerstörung des Meißners erfolgte nach dem Zweiten Weltkrieg durch den Abbau der Braunkohle im Tagebau, der 1974 aus Rentabilitätsgründen eingestellt wurde. Zurückgeblieben sind Landschaftsschäden mit weitreichenden hydrologischen und ökologischen Auswirkungen. Kurz nach der Beendigung der Kohleförderung gab es Pläne, die noch vorhandene Restkohle zu fördern. Der Energiekonzern Preag wollte im sechzig Kilometer entfernten Großkraftwerk Borken noch weitere zehn Jahre die Kohle verfeuern, die wegen des hohen Schwefelgehalts nur für Kraftwerke mit modernsten Entschwefelungsanlagen geeignet wäre. Diese Pläne wurden aber von der Arbeitsgemeinschaft „Rettet den Meißner“ verhindert, die von großen Teilen der Bevölkerung unterstützt wurde.

## Sagenorte der Frau Holle
Innerhalb des Fauna-Flora-Habitat-Gebiets gibt es einige Stätten, die mit dem Mythos der Frau Holle in Verbindung gebracht werden, zu deren vielfältigen Erscheinungsformen die Betten schüttelnde und Schneefall bewirkende Märchenfigur ebenso gehört wie die Muttergottheit und das Unterweltwesen alter Zeiten. In den Geschichten über die Orte im FFH-Gebiet wird ihre äußere Gestalt mal als „Weiße Frau“ von wunderbarer Schönheit, mal als hässliche Hexe mit langer Nase und großen Zähnen dargestellt. Sie wird mal als weise, gütig und segensreich wahrgenommen und mal als wild und kriegerisch. In den Raunächten zwischen Heiligabend und Dreikönigstag führt sie reitend das „Wilde Heer“ an und begleitet die Seelen der Verstorbenen unter den Frau-Holle-Teich, damit sie wiedergeboren werden können.
Zu den Plätzen, an denen der Namen der Frau Holle oder eine Sage von ihr haftet, gehören:
- Der Frau-Holle-Teich. Das Wasser des kleinen, mit Röhricht umgebenen Stillgewässers in einer Senke an der Ostflanke des Meißners stauen unterirdische Quellen und anfallende Niederschläge auf. Im Volksglauben gilt er als Eingang in Frau Holles Anderswelt und als unermesslich tief. Auf seinem Grund soll Frau Holles silbernes Schloss stehen, umgeben von prächtigen Gärten voller Blumen, Obst und Gemüse.
- Zwischen dem Blockmeer der Kalbe und dem Tagebaurestloch mit dem Kalbesee gab es früher eine große Wiese. Auf ihr ließ nach Karl Christoph Schmieders „Volksmährchen vom Meisnerberge“ aus dem Jahr 1819 Frau Holle Kälber weiden, die sie aus trunksüchtigen und lüsternen Männer umformte.
- Im Bereich des Weiberhemdmoors hat hoch stehendes Grundwasser in einer Senke ein Niedermoor entstehen lassen. Das im Frühjahr in großer Zahl blühende Scheidige Wollgras soll einer Sage nach das im Wind wehende zerfledderte Gewand der Frau Holle sein.
- Die Kitzkammer ist eine Austrittstelle der Lava aus einer Erdspalte, die eine Felswand aus fünf- und sechseckigen, waagrecht liegenden Basaltsäulen gebildet hat. Von dieser Stelle wird erzählt, dass gelegentlich Wanderern eine weiße Frau mit einem mächtigen Schlüsselbund erschien, die stumm neben ihnen ging und dann in der Kitzkammer verschwand. In einem Märchen von Schmieder verwandelte Frau Holle zänkische Mädchen in Katzen und sperrte sie in der Kitzkammer ein.
- Der Abteröder Bär oder „Todstein“, wie er früher genannt wurde, ist ein auffälliger Fels aus dem Dolomit des Zechsteins, dessen Gestalt an einen aufrecht stehenden Bären erinnert. Hier soll einst eine vorchristliche Stätte gewesen sein, auf der zu Ehren von Frau Holle das Ende des Winters und der Beginn des Frühjahrs gefeiert wurde. Einer Sage nach wurde der Todstein von Frau Holle auf dem Daumen vom Meißner auf den kleinen Hügel am östlichen Ortsrand von Abterode getragen und eine andere Sage erzählt von zwei Riesen, die ihr treu dienten. Als das Riesenpaar das Schwinden seiner Kräfte spürte, fürchteten die beiden, dass sie nach ihrem Tod getrennt würden. Frau Holle half, indem sie den Mann in einen Felsblock in Gestalt eines großen Bären und die Frau in eine Linde verwandelte, die 100 Schritte entfernt wuchs, bis ein Blitz sie traf. So sollten sich beide am jüngsten Tag wiederfinden.
- Der große und der kleine Marstein, die aus der Karstlandschaft des östlichen Meißnervorlands ragen, entstanden durch Abtragungs- und Auslaugungsprozesse der sie umgebenden weicheren Gesteine. Von ihnen wird erzählt, dass der Frau Holle, die vom Meißner herabgestiegen war, um im Land nach dem Rechten zu sehen, etwas im Schuh drückte. Sie kippte ihren Schuh aus und da fielen die Steinchen heraus, die nun seit jenem Tag hier liegen.[17][18][19][20]

Diese markanten Stätten sind schon vor langer Zeit zu Naturdenkmalen erklärt worden. Frau-Holle-Teich, Kalbe, Weiberhemdmoor und Kitzkammer erhielten ihren ersten Schutzstatus bereits 1921 durch eine staatliche Verwaltungsanordnung.

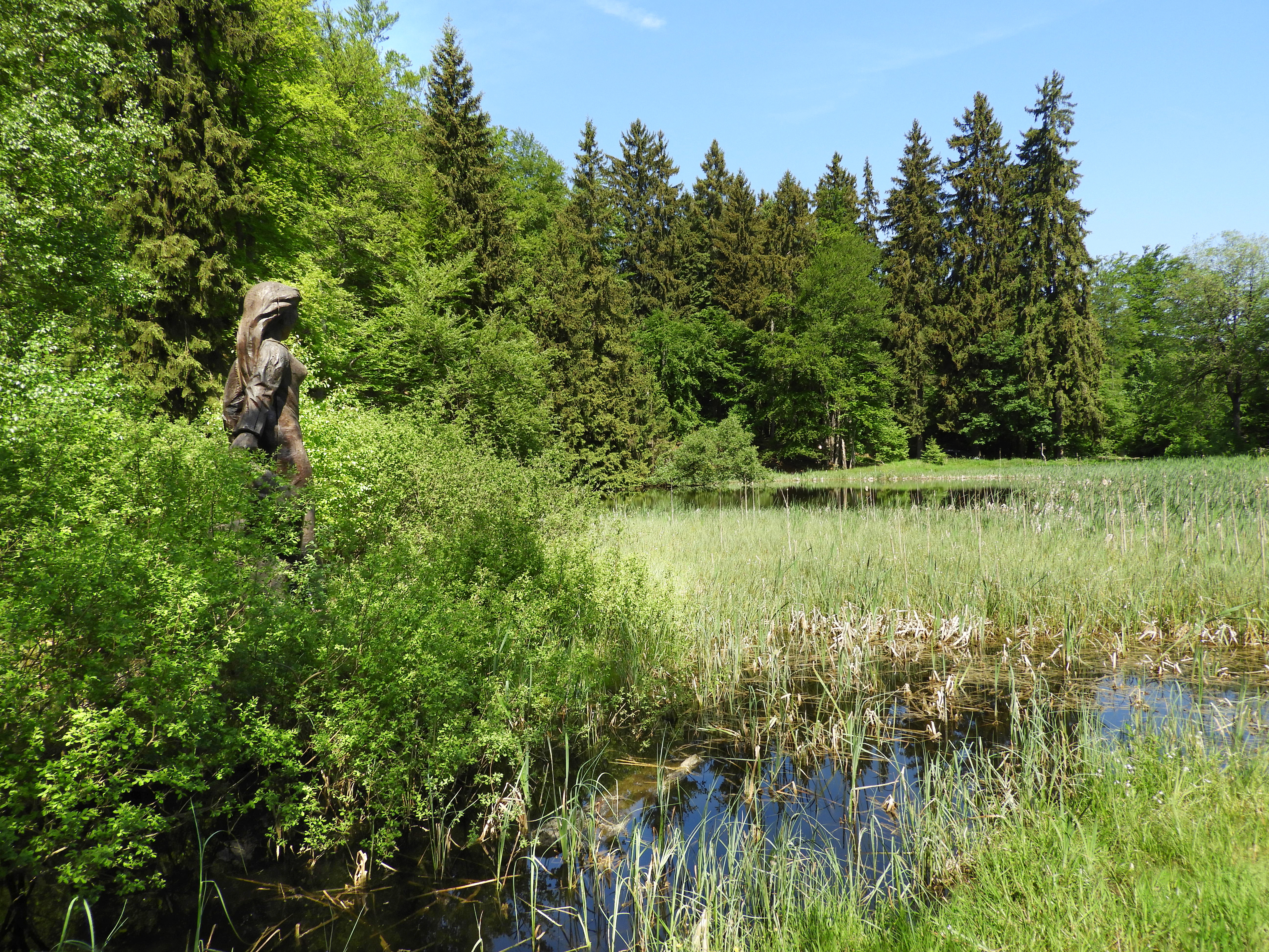
Frau-Holle-Teich
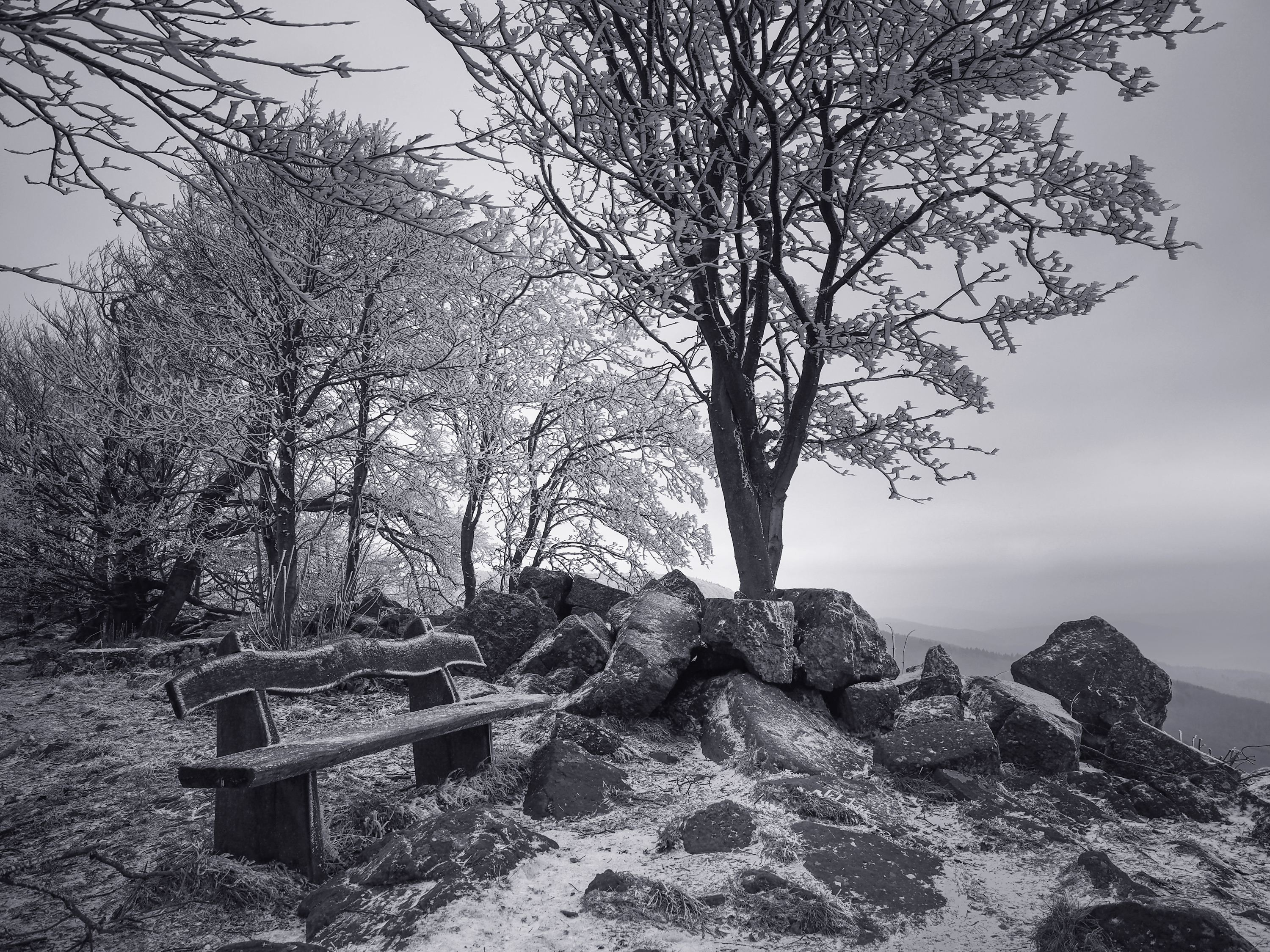
Kalbe
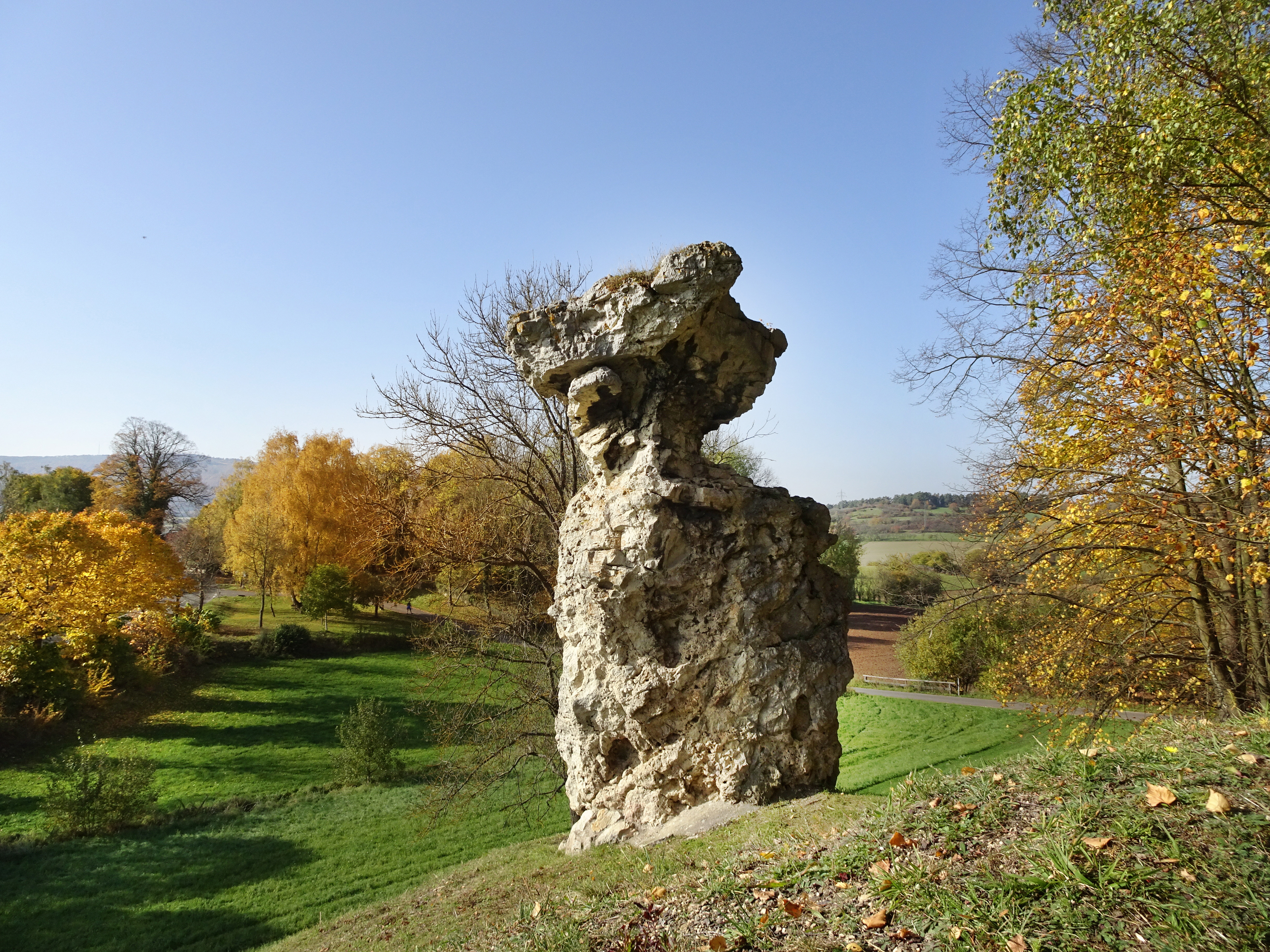
Abteröder Bär
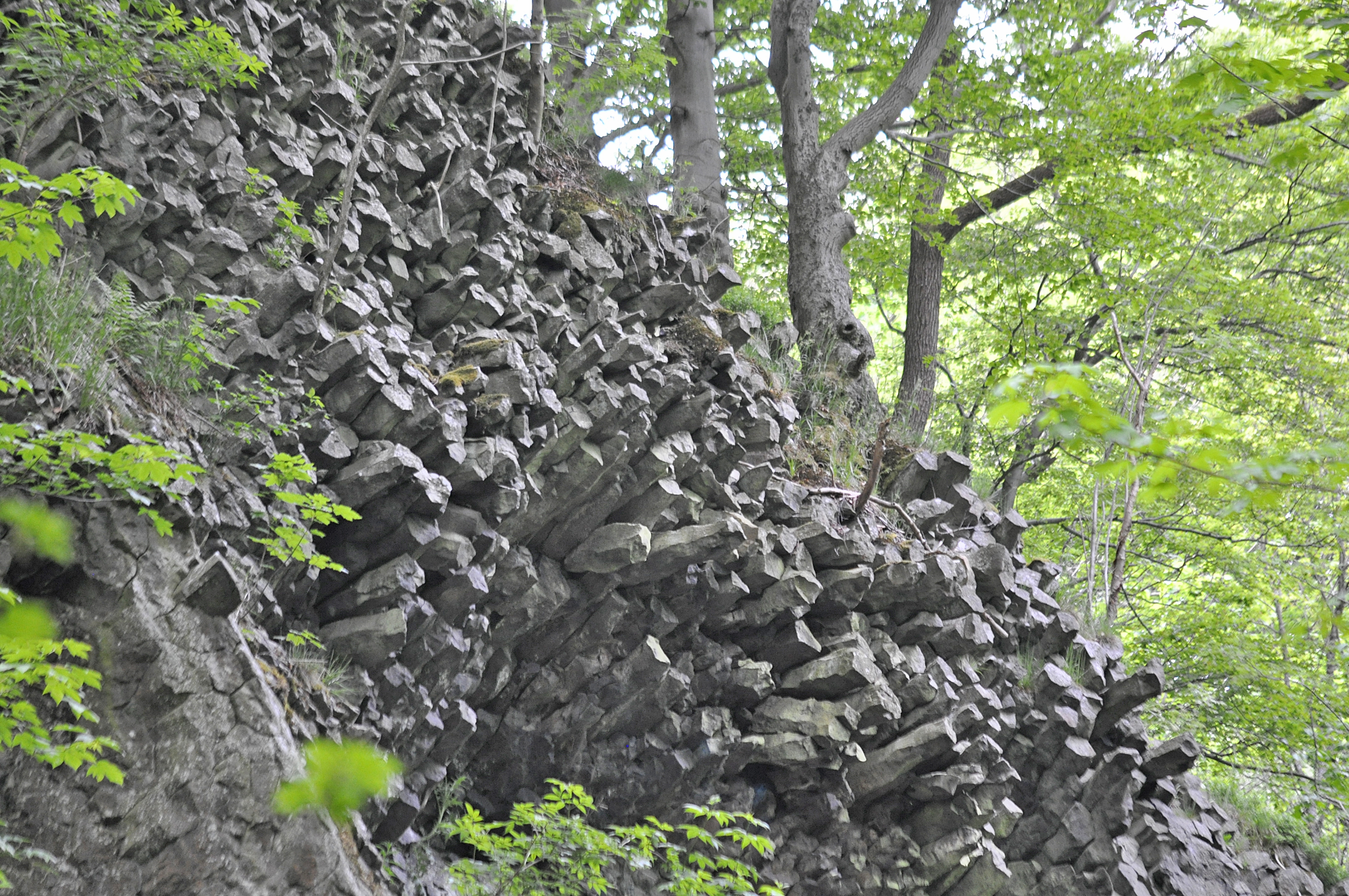
Kitzkammer

## Hotspot der biologischen Vielfalt

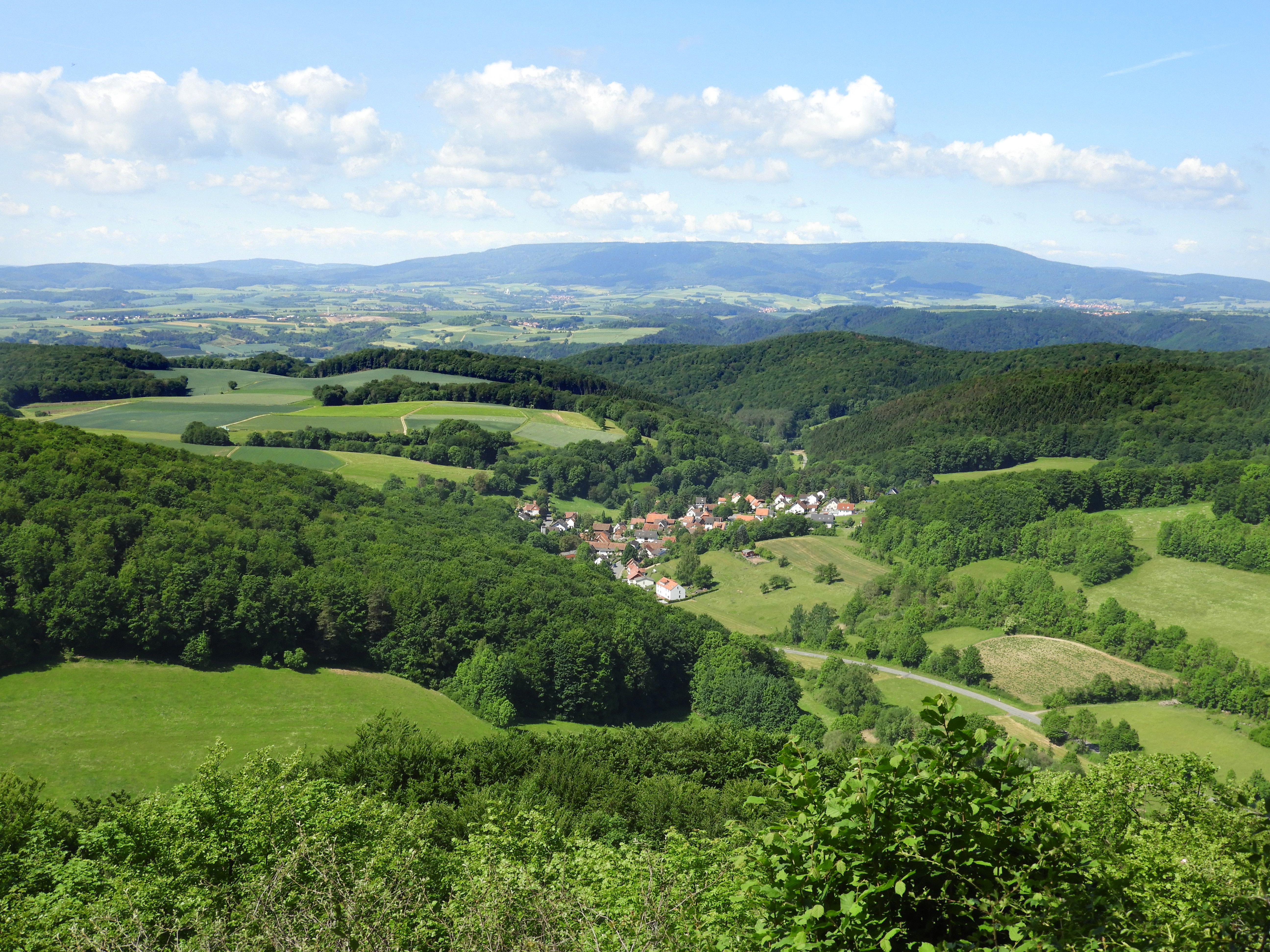
Blick von der Gobert über das Werratal zum östlichen Meißnervorland und zum Hohen Meißner

Gemeinsam mit dem Kaufunger Wald und dem Tal der Werra wird das Meißnergebiet zu den Regionen in Deutschland gezählt, die eine besonders hohe Dichte und Vielfalt an charakteristischen Arten, Populationen und Lebensräumen aufweisen. Diese als Hotspots der biologischen Vielfalt bezeichneten Bereiche wurden im Auftrag des Bundesamts für Naturschutz ermittelt und mit dem Bundesprogramm Biologische Vielfalt gezielt gefördert. Die dreißig ausgewählten Hotspots finden sich im ganzen Land und nehmen zusammen etwa elf Prozent der Fläche Deutschlands ein. Der 872 Quadratkilometer große Hotspot 17 Werratal mit Hohem Meißner und Kaufunger Wald erstreckt sich über insgesamt sechs Landkreise der Bundesländer Hessen, Thüringen und Niedersachsen. In ihm liegen vollständig oder anteilig mit dem Meißner und Meißner Vorland 38 Fauna-Flora-Habitat-Gebiete sowie 38 Naturschutzgebiete. Zu den wertvollen Lebensräumen innerhalb der Hotspot-Region zählen auch die von Thüringen und Hessen als Nationales Naturmonument ausgewiesenen Bereiche des Grünen Bandes.

## Lebensraumtypen
Aus naturschutzfachlicher Sicht wird das Meißnergebiet zu den wertvollsten Landschaften Hessens gezählt. Auf den geschützten Flächen kommen 23 Lebensraumtypen (LRT) vor, von denen sieben als „prioritär“ (*) gelten, weil sie vom Verschwinden bedroht sind und die Mitgliedsländer der Europäischen Union für deren Erhaltung in einer besonderen Verantwortung stehen. Diese Einstufung hat besonders strenge Schutzvorschriften zur Folge. Die Kartierungen erfolgten zum Teil im Jahr 2006 und zum Teil bereits in den Jahren 2002 und 2003 nach den Vorgaben der jeweils gültigen Leitfäden des Hessischen Dienstleistungszentrums für Landwirtschaft, Gartenbau und Naturschutz (HDLGN).

### Wälder

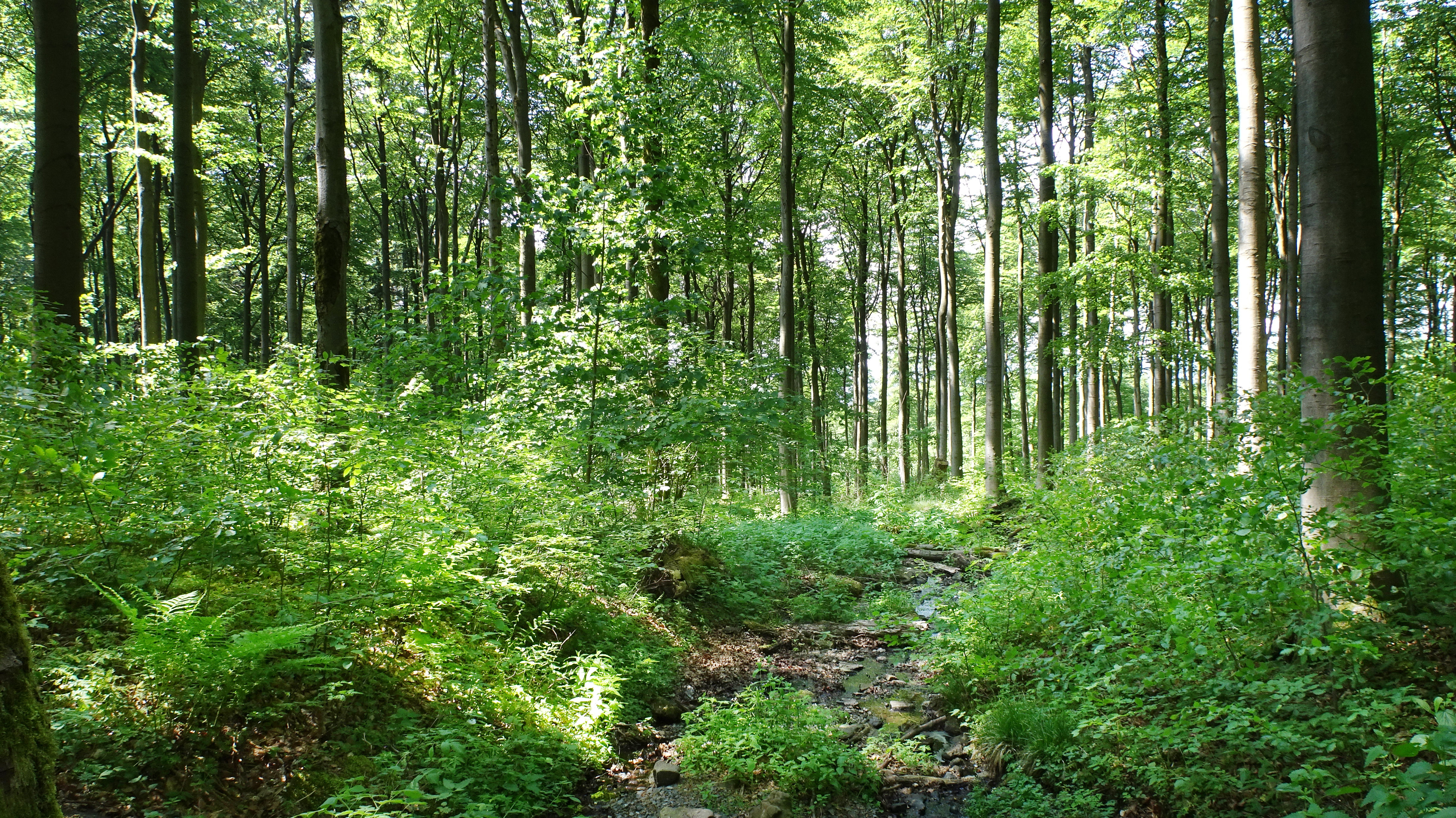
Buchenwald im westlichen Bereich des Naturschutzgebiets „Meißner“

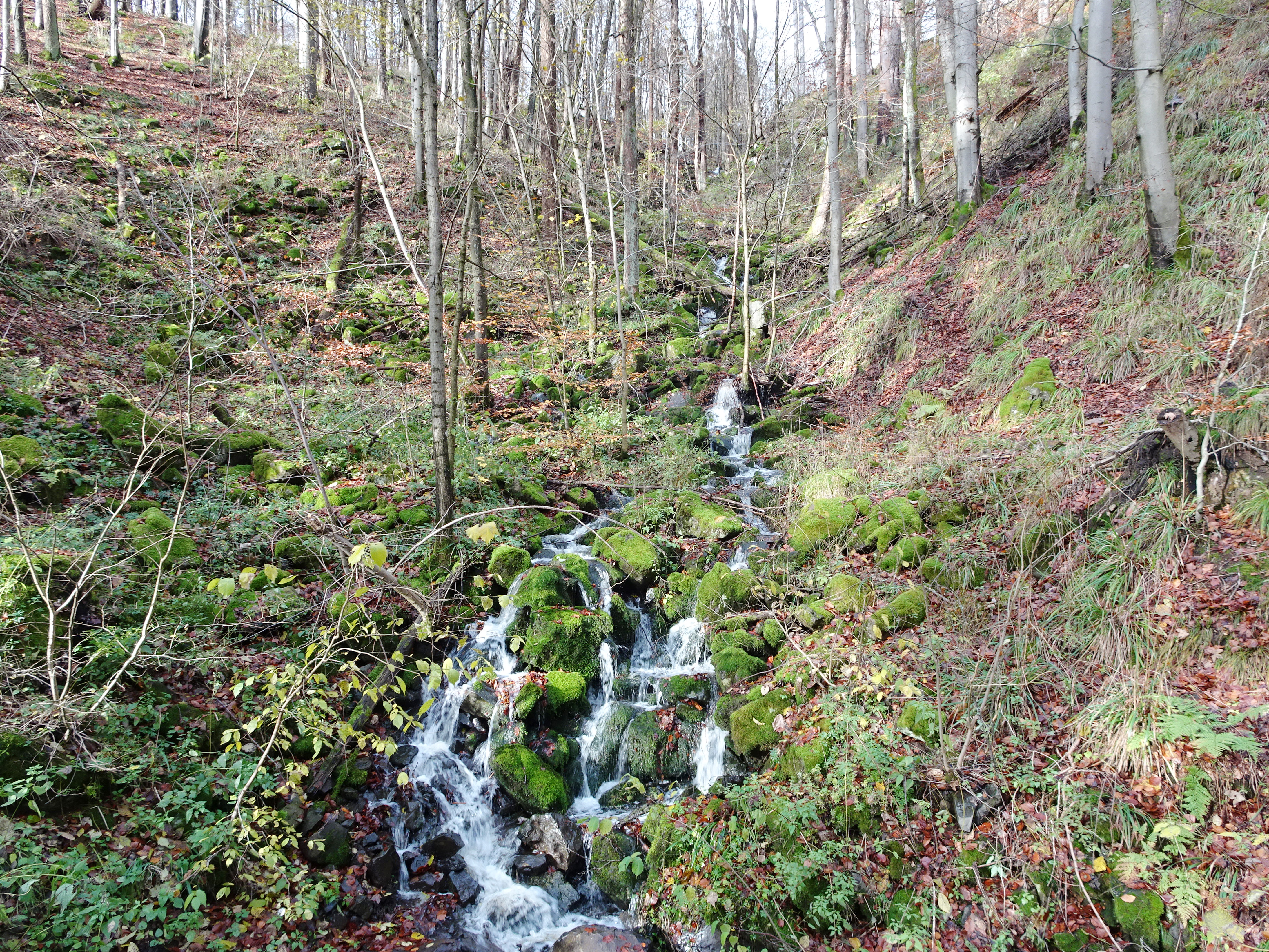
Waldbereich in der „Kernfläche Naturschutz“ auf der südöstlichen Seite

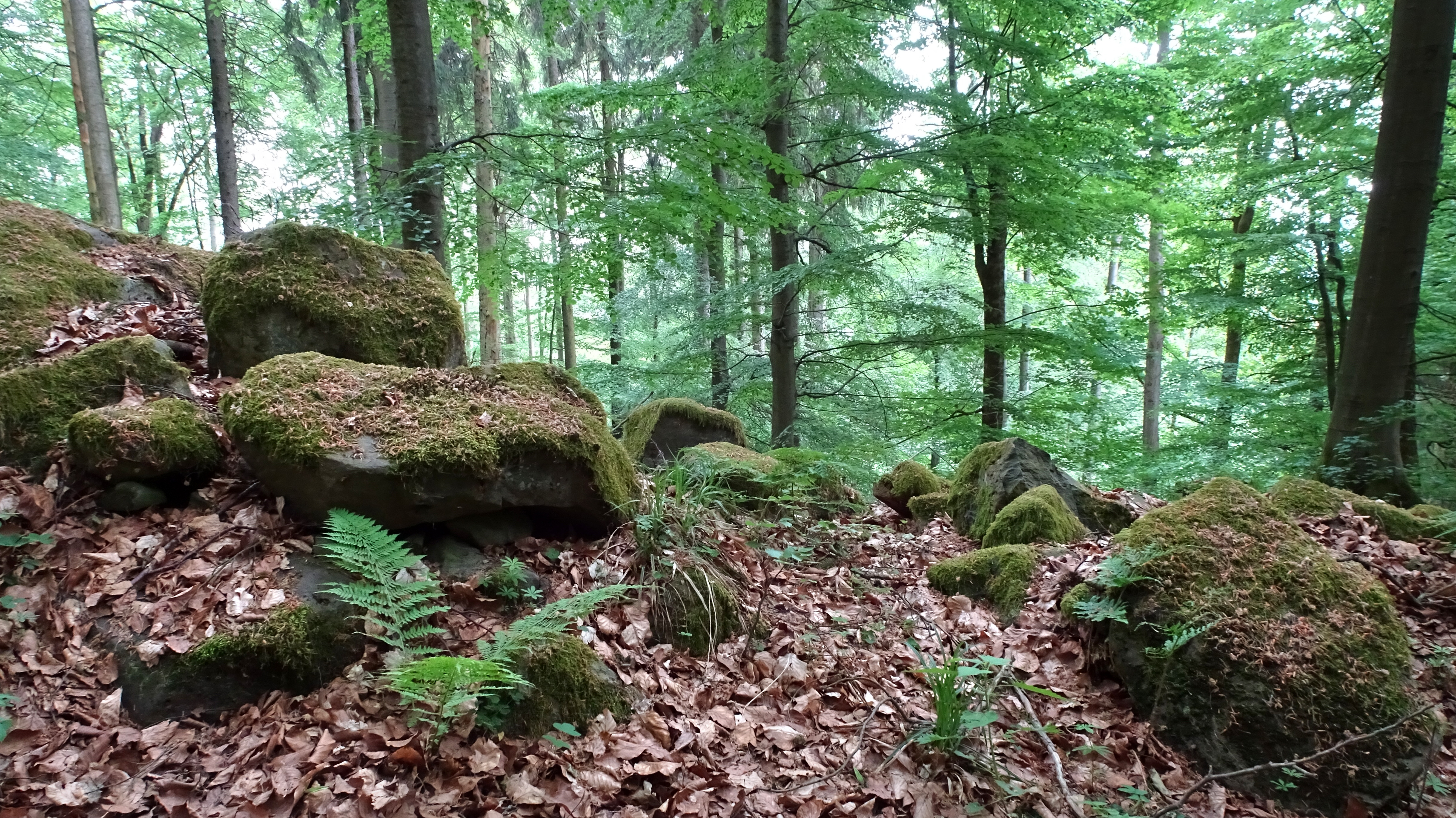
Blocksteine im Buchenwald auf halber Höhe am Ramstalkopf

- Hainsimsen-Buchenwald (LRT 9110, 37,57 ha)

Dieser Waldtyp hat im Gebiet den zweitgrößten Flächenanteil. Er wächst hauptsächlich auf Mittlerem Buntsandstein, gelegentlich auch auf Basalt. In allen Beständen ist die Rotbuche die dominierende Baumart. Der größte Teil wird als Hochwald bewirtschaftet, daneben existieren auch Bestände ohne forstliche Nutzung. In den eher artenarmen Wäldern treten in den Bereichen mit stärkerem Lichteinfall die charakteristischen Pflanzen Weiße Hainsimse, Drahtschmiele, Heidelbeere und Waldsauerklee auf.
- Waldmeister-Buchenwald (LRT 9130, 530,73 ha)

Die in allen schwach geneigten Hangbereichen rund um das Plateau verbreiteten Waldmeister-Buchenwälder besitzen die größte Flächenausdehnung im FFH-Gebiet und sind am Meißner der charakteristische Waldtyp. Die von Rotbuchen geprägte Baumschicht ist in weiten Teilen einschichtig und weist einen typischen Hallenwaldcharakter auf. Pflanzensoziologisch werden sie hier zum Unterverband mesophile Buchenwälder gezählt, dessen Kennarten Einblütiges Perlgras und Waldmeister weit verbreitet sind. In manchen Bereichen sind Bärlauch, Buschwindröschen und Wald-Bingelkraut zahlreich vorhanden.
- Orchideen-Buchenwald (LRT 9150, 19,53 ha)

Er kommt auf den trockeneren Standorten über Kalk und vorwiegend an steilen, flachgründigen Hängen vor. Orchideen-Buchenwälder unterscheiden sich von den Waldmeister-Buchenwäldern durch die geringere Wuchshöhe der Bäume und dem Auftreten wärmeliebender Arten. Zu den bemerkenswerten Orchideen in den Wäldern gehören Weißes und Rotes Waldvöglein, Frauenschuh, Breitblättrige und Rotbraune Stendelwurz, Vogel-Nestwurz und Stattliches Knabenkraut.
- Schlucht und Hangmischwälder (LRT 9180*, 25,33 ha)

In diesem prioritären Waldtyp wachsen auf blockschuttreichen Standorten Sommerlinde, Berg-Ahorn, Bergulme und Gemeine Esche. Häufig sind die Böden ihrer Wuchsorte in Bewegung und die schwierigen Untergrundverhältnisse bewirken Moosreichtum sowie lückenhaften Kronenschluss und Krummschäftigkeit der Bäume. Die Krautschicht beherrschen Ährige Teufelskralle, Gewöhnlicher Tüpfelfarn, Berg-Johannisbeere und Vogelbeere. Außergewöhnlich ist das Auftreten von Brauns Schildfarn, einer Art, die als Glazialrelikt gilt und am Meißner ihr einziges Vorkommen in Hessen hat.
- Erlen-Eschen-Auwald (LRT 91 E0*, 4,93 ha)

Die Bestände sind entlang von Bächen und in Quellgebieten mit Versumpfungen zu finden. In den Auenwäldern, die größtenteils von anderen Waldtypen umgeben werden, dominieren Schwarz-Erlen, die teilweise von Eschen begleitet werden.

### Natürliches oder naturnahes Grasland

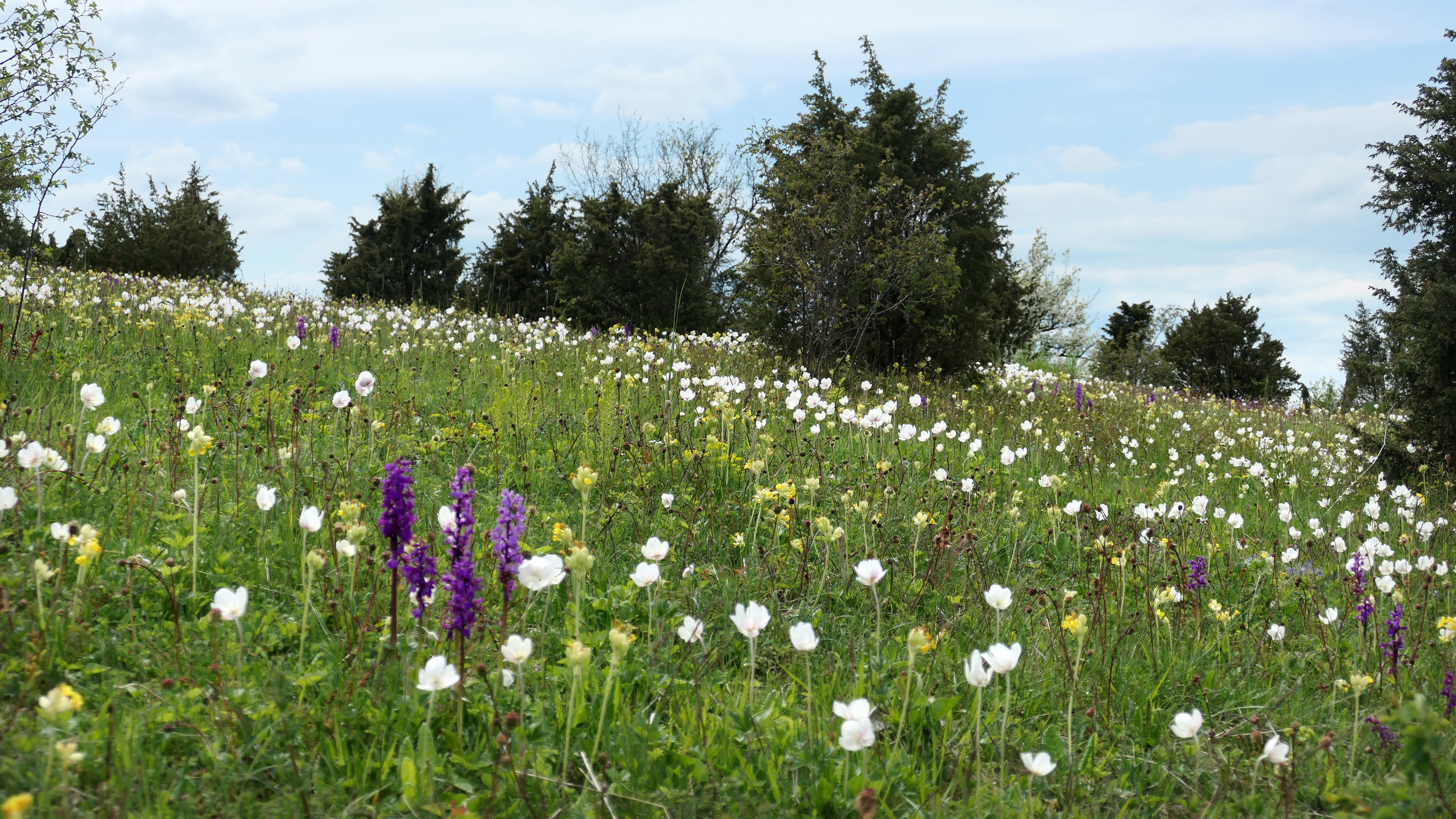
Im Mai dominieren Windröschen, Knabenkräuter und Schlüsselblumen den Halbtrockenrasen auf dem Bühlchen

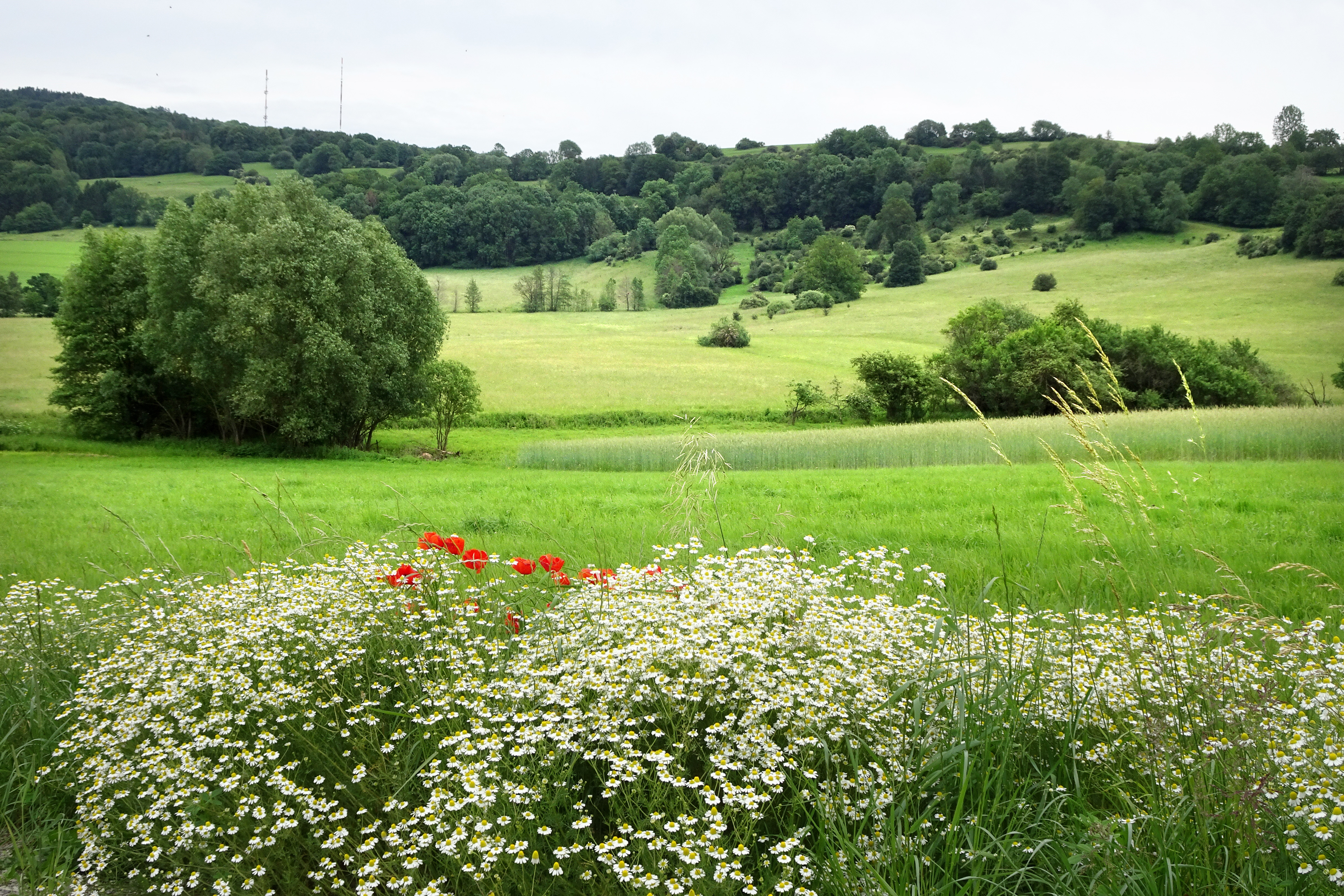
Blick auf das Quellgebiet der Weißen Gelster

- Kalk-Pionierrasen (LRT 6110*, 0,24 ha)

Die niedrigwüchsigen Bestände der Kalk-Pionierrasen sind in allen Teilflächen des östlichen Meißnervorlands auf felsigen Standorten zahlreich vertreten. Im Vergleich mit süddeutschen Vorkommen gelten sie als relativ artenarm und kleinflächig. Auffallend ist das zahlreiche Auftreten von einjährigen Pflanzen, die hier im Frühjahr Massenbestände bilden, blühen, fruchten und den Sommer als Samen überdauern. Als bemerkenswert gelten die Vorkommen der in Hessen gefährdeten Feinblättrigen Miere, des Gewöhnlichen Katzenpfötchens und Frühen Ehrenpreis sowie von Vertretern der Bunten Erdflechten-Gesellschaft.
- Submediterrane Halbtrockenrasen (LRT 6212, 13,44 ha)

Der flächenmäßige Verbreitungsschwerpunkt liegt in den wärmebegünstigten tieferen Lagen des östlichen Vorlands. Fast alle Halbtrockenrasen im FFH-Gebiet wachsen auf Zechstein- oder Muschelkalk-Böden, nur einige kleine Bereiche im Westen des Schieferberges befinden sich auf Keuper-Böden. Neben den kennzeichnenden und in den Teilgebieten weit verbreitete Arten finden sich in diesem Lebensraumtyp auch Rote-Liste-Arten wie Deutscher Kranzenzian, Gewöhnliches Katzenpfötchen, Büschel-Glockenblume, Rotbraune Stendelwurz und Geflecktes Knabenkraut.
- Orchideenreiche Halbtrockenrasen (LRT 6212*, 17,1 ha)

Die Einordnung als prioritärer Untertyp der Submediterranen Halbtrockenrasen erfolgte unter anderem nach den Kriterien „hoher Artenreichtum an Orchideen“ und „große Populationen bundesweit gefährdeter Arten“. In den Beständen, die am Bühlchen sowie in den meisten Teilflächen des östlichen Vorlands zahlreich vertreten sind, wachsen Frauenschuh, Rotbraune Stendelwurz, Mücken-Händelwurz, Bocks-Riemenzunge, Großes Zweiblatt, Fliegen- und Bienen-Ragwurz, Stattliches Knabenkraut, Weiße Waldhyazinthe sowie in großer Anzahl Dreizähnige Knabenkräuter, für die das Land Hessen wegen der arealgeografischen Verbreitung eine besondere Schutzverantwortung besitzt.
- Borstgrasrasen (LRT 6230*, 19,09 ha)

Flächenmäßiger Schwerpunkt der Vorkommen sind die Offenlandbereiche der Hochfläche: Weiberhemdmoor, Viehhauswiese, Hausener Hute, Butterwiese und Struhtwiese. Die durch frühere extensive Weide- oder Mahdnutzung entstandene Grünlandgesellschaft gehört zu den am stärksten gefährdeten Lebensraumtypen Mitteleuropas. Kennzeichnend ist in ihnen das dominante Auftreten des Borstgrases, einem eher unauffälligen Gras mit dünner Ähre. Die Vorkommen auf der Hochfläche gelten hinsichtlich ihrer Flächengröße und auch wegen der floristischen Vielfalt als von hessenweiter Bedeutung. Bemerkenswert sind die zahlreichen bedrohten Arten wie Echte Arnika, Prachtnelke, Wald-Läusekraut, Trollblume, Schmalblättriges Wollgras, Sparrige Binse, Nordisches Labkraut, Weiße Waldhyazinthe und Wiesen-Leinblatt. Als große Besonderheit wurde der Fund des Holunder-Knabenkrauts auf der Hausener Hute gewertet. Die Art galt in Hessen als ausgestorben oder verschollen.
- Pfeifengraswiesen (LRT 6410, 0,12 ha)

Der Wiesentyp findet sich im Quellgebiet der Weißen Gelster auf kalkreichem Boden über Keuper und zeichnet sich hier durch einen sehr großen Artenreichtum und, damit verbunden, einem großen Angebot an Blüten, Samen und Früchten aus, von dem zahlreiche Insekten profitieren. Pfeifengraswiesen entstanden durch eine sehr extensive landwirtschaftliche Nutzung, dienten früher hauptsächlich der Streugewinnung und wurden meist erst gegen Ende der Vegetationsperiode gemäht. Als bemerkenswert betrachtet wird das Auftreten der in Hessen gefährdeten Arten Davalls Segge, Trollblume, Breitblättriges Knabenkraut, Nordisches Labkraut, Sumpf-Kreuzblume und Kümmelblättrige Silge.
- Magere Flachland-Mähwiesen (LRT 6510, 48,81 ha)

Ihren flächenmäßigen Verbreitungsschwerpunkt haben die artenreichen, extensiv bewirtschafteten Wiesen, die in fast allen Teilflächen zahlreich vorhanden sind, in den wärmebegünstigten tieferen Lagen des Vorlands. Pflanzensoziologisch werden sie hier zu den Glatthaferwiesen gerechnet. Die Verbandskennarten, der namengebende Glatthafer, Wiesen-Pippau und Wiesen-Labkraut, sind in den Beständen zu finden.
- Berg-Mähwiesen (LRT 6520, 57,43 ha)

Bergwiesen wurden in allen Teilgebieten vorgefunden, vor allem aber auf dem Meißner und an seinem Westabfall. Wegen dem Vorkommen der Kenn- und Trennarten Weichhaariger Pippau, Wald-Storchschnabel und Ährige Teufelskralle werden sie dem Verband der Gebirgs-Frischwiesen oder Goldhaferwiesen zugeordnet. Als Besonderheiten treten Berg-Wohlverleih, Heilziest, Trollblume, Kugelige Teufelskralle, Nordisches Labkraut, Berg-Waldhyazinthe und Stattliches Knabenkraut auf. Auf einzelnen Flächen neigen Wald-Storchschnabel, Wiesen-Knöterich, Rot-Schwingel und Geflecktes Johanniskraut zur Massenausbreitung. Wegen ihres Arteninventars und der Ausdehnung besitzen die Berg-Mähwiesen hessenweite Bedeutung. Sie sind ebenso wie die Flachland-Mähwiesen durch Nutzungsänderungen gefährdet.
- Trockene europäische Heiden (LRT 4030, 6,54 ha)

Die Heidegesellschaft kommt nur mit dem Subtyp Bergheide im Bereich der Hausener Hute vor. Der von Heidelbeeren geprägte Bestand ist der Rest einer durch extensive Nutzung entstandenen alten Kulturlandschaft.

### Süßwasserlebensräume

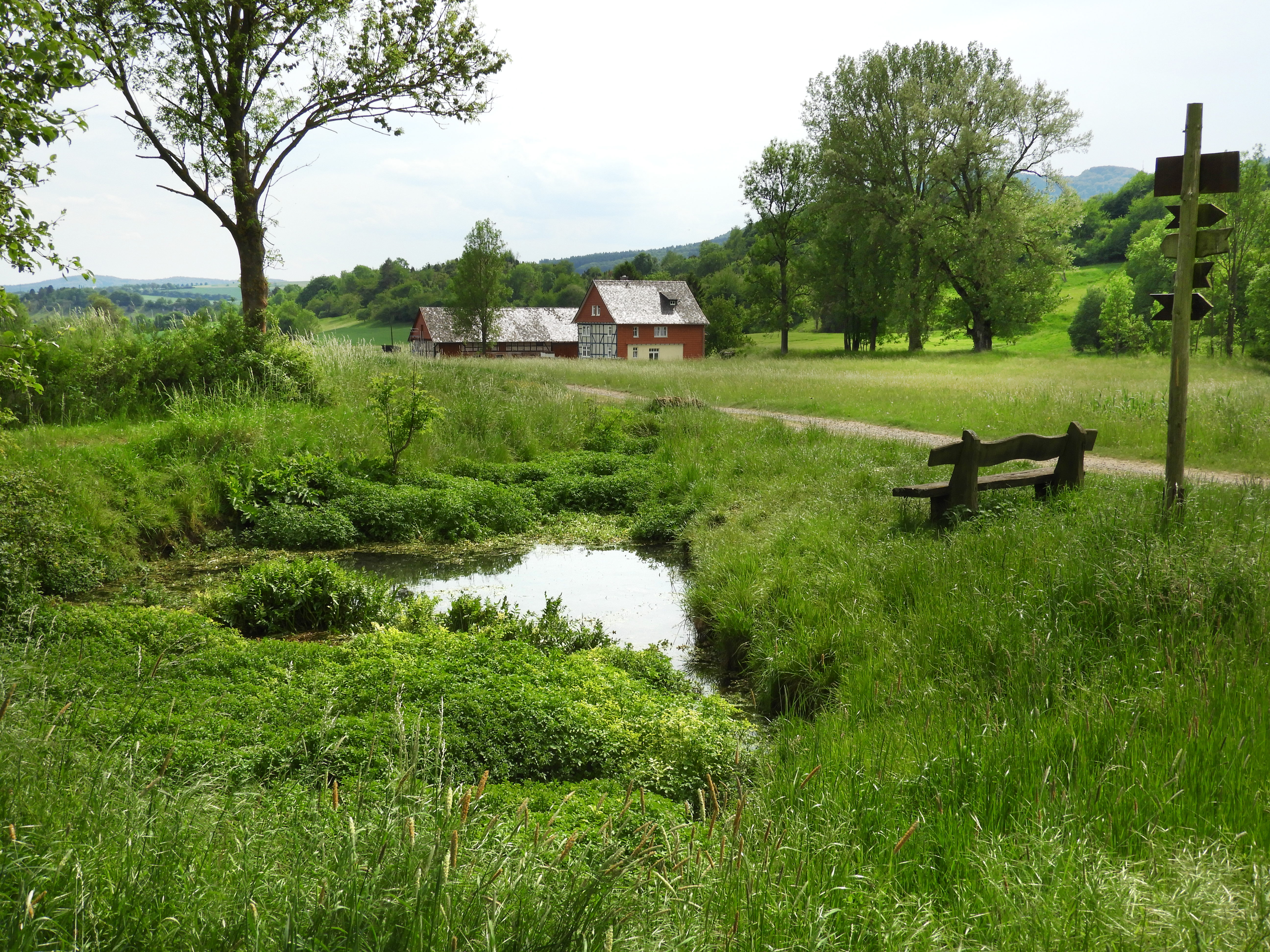
Karstquelle Breitenborn

- Natürliche eutrophe Seen (LRT 3150, 0,31 ha)

Einer der diesem Lebensraum zuzuordnenden Teiche liegt im Ottersbach-Tal. Seine Schwimmblattvegetation wird zum großen Teil von den Beständen des Schwimmenden Laichkrautes dominiert. Der andere Teich, unterhalb des Friedrichsstollens, wird ebenfalls von Schwimmendem Laichkraut sowie von Kleiner Wasserlinse und Flutendem Schwaden besiedelt.
- Fließgewässer mit üppiger Wasservegetation (LRT 3260, 0,01 ha)

Mit dem Quellbereich des „Breitenborn“ wurde der Lebensraumtyp im Gebiet nur an einer Stelle kartiert. Vegetationskundlich wird der Bestand der Tümpelquelle dem Verband der Fluthahnenfuß-Gesellschaften mit den typischen Arten Aufrechter Merk, Echte Brunnenkresse und Wasser-Ehrenpreis zugeordnet.
- Kalktuffquellen (LRT 7220*, 0,10 ha)

Der kleinflächige und seltene Lebensraum entstand in der Quellwiese am Meinetsberg und am Schieferberg, in einem Gebiet, in denen das Grundwasser sehr stark mit gelöstem Kalk angereichert ist. Verbandskennarten der Pflanzenwelt sind die hier vorkommenden Kalktuffbildner Veränderliches Starknervmoos und Farnähnliches Starknervmoos.

### Hoch- und Niedermoore
- Übergangs- und Schwingrasenmoore (LRT 7140, 1,55 ha)

Der durch Wasser geprägte Lebensraumtyp kommt in den Hochlagen des Meißners im Bereich der Butterwiese und kleinflächig im Weiberhemdmoor vor. Auf den nassen und sauren Standorten wachsen die Arten der Roten Liste Grau- und Schnabel-Segge, Schmalblättriges und Moor-Wollgras sowie das Torfmoos Sphagnum magellanicum.
- Kalkreiche Niedermoore (LRT 7230, 0,38 ha)

Der nasse Lebensraum wurde kleinflächig im „Quellgebiet der Weißen Gelster“ und am Westabfall des Meißners kartiert. Stellenweise besitzen die Bestände eine Artenausstattung, der eine landesweite Bedeutung beigemessen wird. Zu den Besonderheiten der Pflanzengemeinschaft gehören Davalls Segge, Flache Quellbinse, Floh-Segge, Armblütige Sumpfbinse, Sumpf-Stendelwurz, Schmalblättriges und Breitblättriges Wollgras, Geflecktes und Breitblättriges Knabenkraut, Sumpf-Herzblatt, Sumpf-Kreuzblume, Sumpf-Dreizack und Trollblume, die in Hessen als vom Aussterben bedroht, stark gefährdet oder gefährdet gelten.

### Felsige Lebensräume und Höhlen

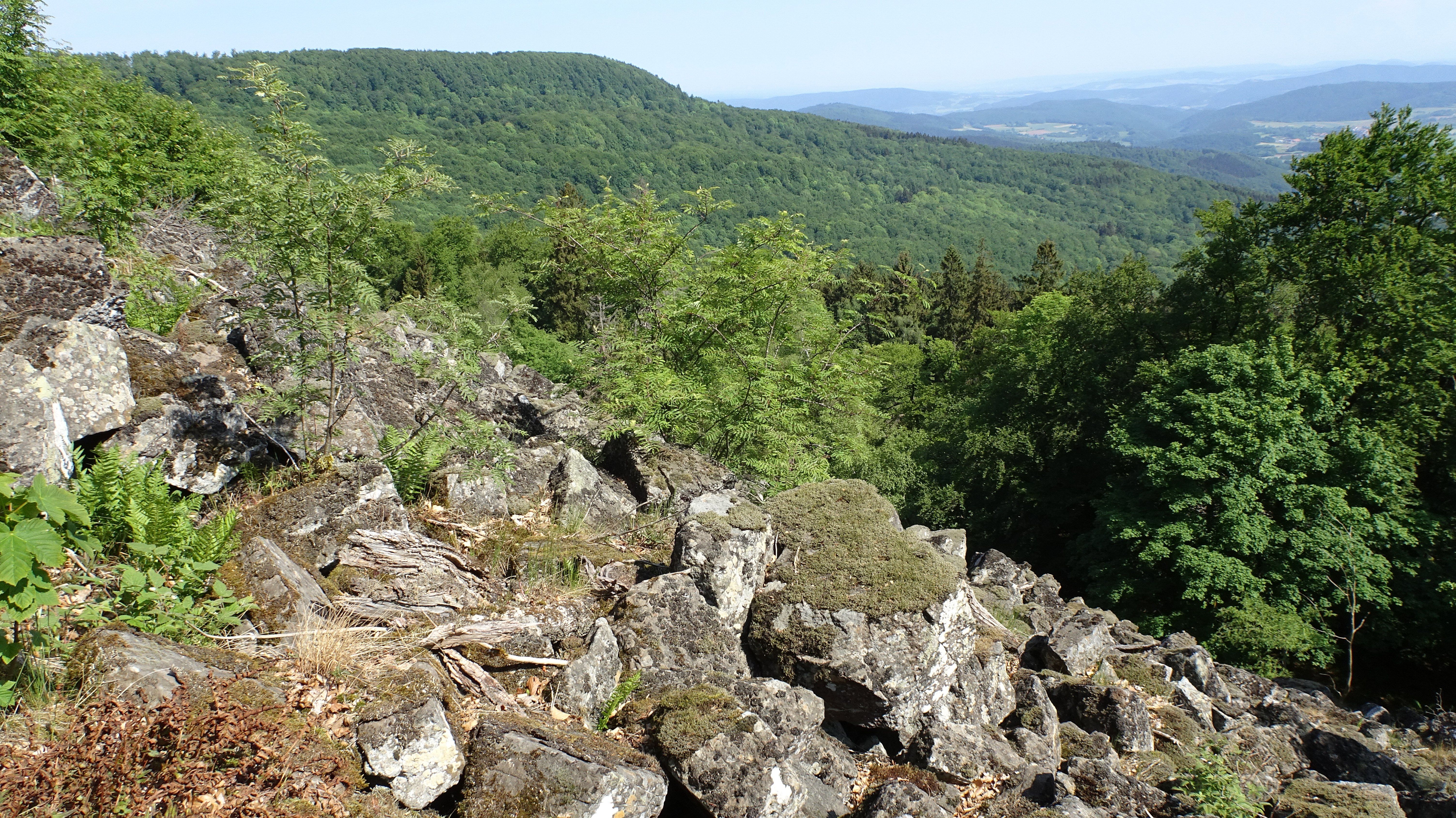
Die Blockhalde unterhalb der Kalbe

- Silikatschutthalden (LRT 8150, 6,56 ha)

Größere Schutthalden aus Basalt liegen am Osthang unterhalb der Kalbe, oberhalb des Frau-Holle-Teiches sowie am Altarstein. Kleinere Halden finden sich an nahezu allen Hängen. Die hier in der Eiszeit entstandenen, den Blockmeeren zugeordneten Halden gehören zu den wertvollsten Biotopen für Moose und Flechten in ganz Mitteleuropa und besitzen eine hohe Bedeutung für ihren Schutz. Wegen der Eigenart sowie des Artenreichtums an Moosen wurde der Meißner zusammen mit der Hessischen Rhön in die Liste der bryologisch besonders wertvollen Gebiete Europas aufgenommen.
- Kalkschutthalden (LRT 8160*, 0,05 ha)

Nur kleinflächig ist der prioritäre Lebensraumtyp auf lockeren Ansammlungen von basenreichem Gestein im Naturschutzgebiet „Kripplöcher und Hielöcher“ und am Wenkeberg im östlichen Vorland sowie am Heiligenberg zu finden. Die Bestände am Heiligenberg gehören zu der Gesellschaft des Schmalblättrigen Hohlzahns, die im östlichen Bereich zu der Montanen Ruprechtsfarnflur.
- Kalkfelsen mit Felsspaltenvegetation (LRT 8210, 0,07 ha)

Die Vegetation, die die Spalten und Klüfte in meist senkrechten Felswänden aus Dolomit im östlichen Vorland besiedelt, wird der häufiger auftretenden Mauerrautenflur und der selteneren Blasenfarn-Gesellschaft zugeordnet.
- Silikatfelsen mit Felsspaltenvegetation (LRT 8220, 0,03 ha)

Der Lebensraumtyp kommt auf Felswänden aus devonischen Gesteinen nur im Bereich des Krösselberges vor. Wegen fehlender Kenn- und Trennarten war eine floristische Zuordnung nicht möglich.
- Höhlen (LRT 8310, 0,1 ha)

Nach dem Höhlengutachten des hessischen Landesverbandes für Höhlen- und Karstforschung sind im FFH-Gebiet zwanzig Höhlen vorhanden, die nicht touristisch erschlossen sind oder genutzt werden. Sechzehn liegen im Zechsteinkalk und -gips der „Kripplöcher und Hielöcher“, drei im Vorland und eine am Meißner. „Kripp- und Hielöcher“ gelten als das bedeutendste Erdfallgebiet im nordhessischen Raum, in dem durch Auslaugungsprozesse Dolinen und Erdfälle immer noch entstehen. Eine gewisse Berühmtheit erlangte hier das „Kuhloch“, in das im Juli 1958 die beiden Kühe eines Landwirts aus Frankershausen, der unterwegs war um Grünfutter zu holen, 30 Meter tief in ein sich auftuendes Erdloch stürzten.

## Fauna und Flora
Mit ausschlaggebend für die Ausweisung als FFH-Gebiet waren das hier wachsende Laubmoos Grünes Besenmoos und die Orchidee Frauenschuh sowie Kammmolch, der Luchs und die Fledermausarten Großes Mausohr und Bechsteinfledermaus. Sie gehören zu den im Anhang II der FFH-Richtlinie aufgelisteten Arten von gemeinschaftlichem Interesse, für die nach den Gesetzen der Europäischen Union besondere Schutzgebiete eingerichtet werden müssen. Neben Großem Mausohr und Bechsteinfledermaus konnten um den Meißner mit Großer und Kleiner Bartfledermaus, Fransenfledermaus, Abendsegler, Zwergfledermaus und Braunem Langohr weitere Fledermäuse, teilweise in einer größeren Anzahl, nachgewiesen werden. Als „streng geschützte Arten“ stehen sie durch den Artikel 4 der Fauna-Flora-Habitat-Richtlinie europaweit unter besonderem Schutz. Unter besonderem Schutz stehen ebenfalls Wildkatze, die Reptilien Schlingnatter, Zauneidechse und Kreuzotter sowie die Amphibienart Geburtshelferkröte, die in Teilgebieten des FFH-Gebiets beobachtet wurden.
Der Pflanzenreichtum in den verschiedenen Bereichen bietet vielen Insekten Nahrung und Lebensraum. Als auffällig bewertet wurden die vielen hier lebenden Schmetterlinge, zu denen die nach der „Roten Liste der Tagfalter Hessens“ stark gefährdeten Arten Braunfleckiger Perlmutterfalter, Rundaugen-Mohrenfalter, Kronwicken- und Komma-Dickkopffalter, Kleiner Ampfer-Feuerfalter, Quendel-Ameisenbläuling und Kreuzdorn-Zipfelfalter gehören. Unter den beobachteten Faltern gelten Großer Perlmutterfalter, Goldene Acht (auch Posthörnchen genannt), Zwerg-Bläuling, Schlüsselblumen-Würfelfalter oder Perlbinde, Brauner Feuerfalter, Ehrenpreis-Scheckenfalter und Mattscheckiger Braun-Dickkopffalter zu den Arten, deren Zahl merklich zurückgegangen ist oder die durch menschliche Einwirkungen bedroht werden.
Von hessenweiter Bedeutung sind der Meißner und sein Vorland als Brutgebiet für die Vogelarten des Waldes und der naturnahen Waldränder wie Sperlingskauz, Raufußkauz, Rotmilan, Schwarzstorch, Wespenbussard, Schwarzspecht, Raubwürger und Neuntöter sowie als Lebensraum von Uhu und Waldschnepfe. Die Genannten gehören zu den Brutvogelarten oder den Zugvögeln, die durch die Vogelschutzrichtlinie der EU besonders geschützt sind.
Zu den Besonderheiten in der Pflanzenwelt gehört Brauns Schildfarn, ein Eiszeitrelikt, das in Hessen vom Aussterben bedroht ist und nur in den schwer zugänglichen Hangschuttwäldern des Meißners bis heute überdauern konnte. Anfang der 1990er Jahre kam es zu einem drastischen Rückgang der Population. Als Ursache wurde der Verbiss durch das Mitte des 20. Jahrhunderts ausgesetzte Muffelwild angenommen. Mit einem aufwendigen Artenschutzprojekt wird versucht, eine Nachzucht, durch einen wilddichten Zaun geschützt, an den ursprünglichen Wuchsorten wieder dauerhaft anzusiedeln. Auch einige Moosarten haben vermutlich seit dem Ende der letzten Eiszeit bis heute auf Blockhalden und Felsen überdauert.
Neben Grünem Besenmoos und Frauenschuh nennt der Standarddatenbogen weitere wertgebende Pflanzenarten, die im FFH-Gebiet ihren Lebensraum gefunden haben: Großes Windröschen, Gewöhnliches Katzenpfötchen, Echte Arnika, Echte Mondraute, Davalls und Floh-Segge, Breitblättriges Knabenkraut (auch Breitblättrige Fingerwurz genannt), Prachtnelke, Armblütige Sumpfbinse (auch Wenigblütige Sumpfsimse genannt), Sumpf-Stendelwurz, Breitblättriges Wollgras, Gewöhnlicher Fransenenzian und Deutscher Kranzenzian, Fliegen-Ragwurz, Stattliches und Dreizähniges Knabenkraut, Sumpf-Herzblatt, Weiße Waldhyazinthe, Wiesen-Leinblatt (auch Pyrenäen-Vermeinkraut genannt), Sumpf-Dreizack und Trollblume. Unter ihnen sind Arten der „Hessen-Liste“, für deren Erhaltung Hessen eine besondere Verantwortung hat, sowie „Nationale Verantwortungsarten“ des „Bundesprogramms Biologische Vielfalt“.

### Flechten
Besonders in Kalkmagerrasen finden sich Vertreter der Bunte-Erdflechten-Gesellschaft, davon viele in der Roten Liste, zB. Bacidia bagliettoana, Buellia epigaea, Cetraria aculeata, Cladonia ciliata, Cladonia furcata, Cladonia pocillum, Diploschistes muscorum, Endocarpon pusillum, Fulgensia fulgens, Peltigera rufescens, Placidium squamulosum, Psora decipiens, Sarcosagium campestre, Solorina saccata, Squamarina cartilagínea, Toninia sedifolia.  Als weitere bemerkenswerte, hier isoliert vorkommende Flechtenarten der Kalkmagerrasen und Kalkfelsen sind Caloplaca cerina var. chloroleuca, Lecanora epibryon var. bryospora und Megaspora verrucosa nachgewiesen.

## Unterschutzstellung
Auf den Flächen des FFH-Gebiets überlagern sich verschiedene Schutzgebietskategorien:

### Fauna-Flora-Habitat-Gebiet
Die Waldgebiete und das Offenland um den Meißner wurden im Rahmen der Umsetzung der Fauna-Flora-Habitat-Richtlinie im April 1999 der EU-Kommission für das länderübergreifende ökologische Schutzgebietssystem „Natura 2000“ vorgeschlagen, das die Erhaltung gefährdeter oder typischer Lebensräume und Arten als Ziel hat. Die Schutzwürdigkeit wurde in dem Standarddatenbogen vom Mai 1998 unter anderem mit der nationalen Bedeutung der Blockschuttwälder für eine Vielzahl seltener und gefährdeter Tier und Pflanzenarten begründet. Als aus naturschutzfachlicher Sicht wertvoll galt die Strukturvielfalt in dem ehemaligen Braunkohleabbaugebiet mit artenreichen Grünlandflächen, Bergwiesen, Quellsümpfen, Übergangsmooren und Karstlandschaften. Nach der Bestätigung als Gebiet von gemeinschaftlicher Bedeutung im Dezember 2004 forderte die EU neben dem Gebietsmanagement und dem damit verbundenen Monitoring eine förmliche Schutzerklärung, die im Januar 2008 mit der „Verordnung über Natura 2000-Gebiete in Hessen“ erfolgte. Das FFH-Gebiet, dessen Teilbereiche insgesamt eine Größe von 2041,2 Hektar besitzen, hat die Gebietsnummer 4725-306 und den WDPA-Code 555520067.

### Vogelschutzgebiet Meißner
Große Bereiche des FFH-Gebiets liegen in dem Vogelschutzgebiet Meißner, das zu den bedeutenden hessischen Brutgebieten für Vogelarten des Waldes und der Waldränder gehört. Die Auswahl als Vogelschutzgebiet wurde mit den Vorkommen von Grauspecht, Neuntöter, Raufußkauz, Rotmilan, Schwarzspecht, Schwarzstorch, Sperlingskauz, Uhu, Wanderfalke und Wespenbussard begründet. Sie gehören zu den in Anhang I der Vogelschutzrichtlinie aufgeführten Arten, für deren Schutz besondere Maßnahmen ergriffen werden müssen. Ebenfalls bestand für die Vorkommen der Zugvögel Waldschnepfe, Hohltaube und Raubwürger nach Artikel 4, Absatz 2 der Vogelschutzrichtlinie die Verpflichtung, ihre Vermehrungs-, Mauser- und Überwinterungsgebiete und ihre Rastplätze zu schützen. Das Vogelschutzgebiet besitzt eine Größe von 3720,78 Hektar, hat die Gebietsnummer 4725-401 und den WDPA-Code 555537560.

### Naturschutzgebiete
- Bühlchen bei Weißenbach

Das Bühlchen südlich von Weißenbach ist mit 537 Metern eine der höchsten Erhebungen am Nordrand des Meißners. Die Kalkmagerrasen auf der Kuppe aus Muschelkalk entstanden vermutlich durch die jahrelange Nutzung als Viehweide. Auf den flachgründigen Böden entwickelte sich eine schüttere Vegetation, die von kleinwüchsigen Gräsern, Wacholder, Orchideen und seltenen Pflanzen geprägt wird. Um die teilweise im Bestand gefährdeten Arten zu erhalten und zu pflegen, wurden 7,92 Hektar im Jahr 1985 zum Naturschutzgebiet erklärt. Das Naturschutzgebiet hat die nationale Kennung 1636005 und den WDPA-Code 162632.
- Kripp- und Hielöcher

Auf den Flächen des aus zwei Teilgebieten bestehenden Naturschutzgebiets bei Frankershausen entwickelte sich durch die jahrhundertelange Beweidung mit Schafen eine Wacholderheide, die mit Ende der unwirtschaftlich gewordenen Schafhaltung mit Büschen und Bäumen zuwuchs. Ab Mitte der 1990er Jahre wurden im Rahmen eines Biotopverbundkonzeptes Gehölze entnommen und mit einer erneuten Schafhutung an die traditionelle Nutzung angeknüpft. Die Karstlandschaft am Fuße des Meißners wird von Gips- und Dolomitfelsen und ihrer Hohlraumverwitterung geprägt. Die Erdfälle gelten hessenweit als die bedeutendsten im Zechstein. Das im Jahr 1967 ausgewiesene Naturschutzgebiet hat die Kennung 1636005 und den WDPA-Code 164260. Beide Flächen besitzen zusammen eine Größe von insgesamt 17,48 Hektar.
- Meißner

Schon in den 1950er Jahren bemühte sich der frühere Kreisbeauftragte für Naturschutz und Landschaftspflege, Helmut Sauer, angesichts der vom Braunkohlentagebau ausgehenden Bedrohung, den gesamten Meißner unter Schutz zu stellen. Die Verwirklichung verzögerte sich um fast zwei Jahrzehnte, vor allem durch die strittige Grenzziehung gegenüber dem vom Bergbau beanspruchten Bereich. Erst 1970 konnten die Steilhänge des Meißners, die Hausener Hute und andere Plateauwiesen „wegen ihrer besonderen geologischen, floristischen, faunistischen und kulturhistorischen Bedeutung und wegen ihrer landschaftlichen Eigenart“ in das Naturschutzbuch des Landes Hessen eingetragen und damit dem Schutz des Reichsnaturschutzgesetzes unterstellt werden, dessen Regelungen bis zum Inkrafttreten des 1976 verabschiedeten ersten Bundesnaturschutzgesetzes Bestand hatten. Das Naturschutzgebiet mit der Gebietsnummer 1636007 und dem WDPA-Code 6969, das ringförmig die Hochfläche umgibt, hat nach der Erweiterung im Jahr 1989 eine Größe von 930,82 Hektar.
- Quellgebiet der Weißen Gelster

Die Kalkquellsümpfe, Hochstaudenfluren und Seggenriede im Velmeder Tal sind Standorte seltener und stark gefährdeter Pflanzenarten und Lebensraum bedrohter Tierarten im westlichen Meißnervorland. Mit den sie umgebenden landwirtschaftlich genutzten Flächen wurden sie im Jahr 1991 zum Naturschutzgebiet erklärt. Der geschützte Bereich besitzt eine Größe von 11,5 Hektar, hat die Kennung 1636022 und den WDPA-Code 164260.

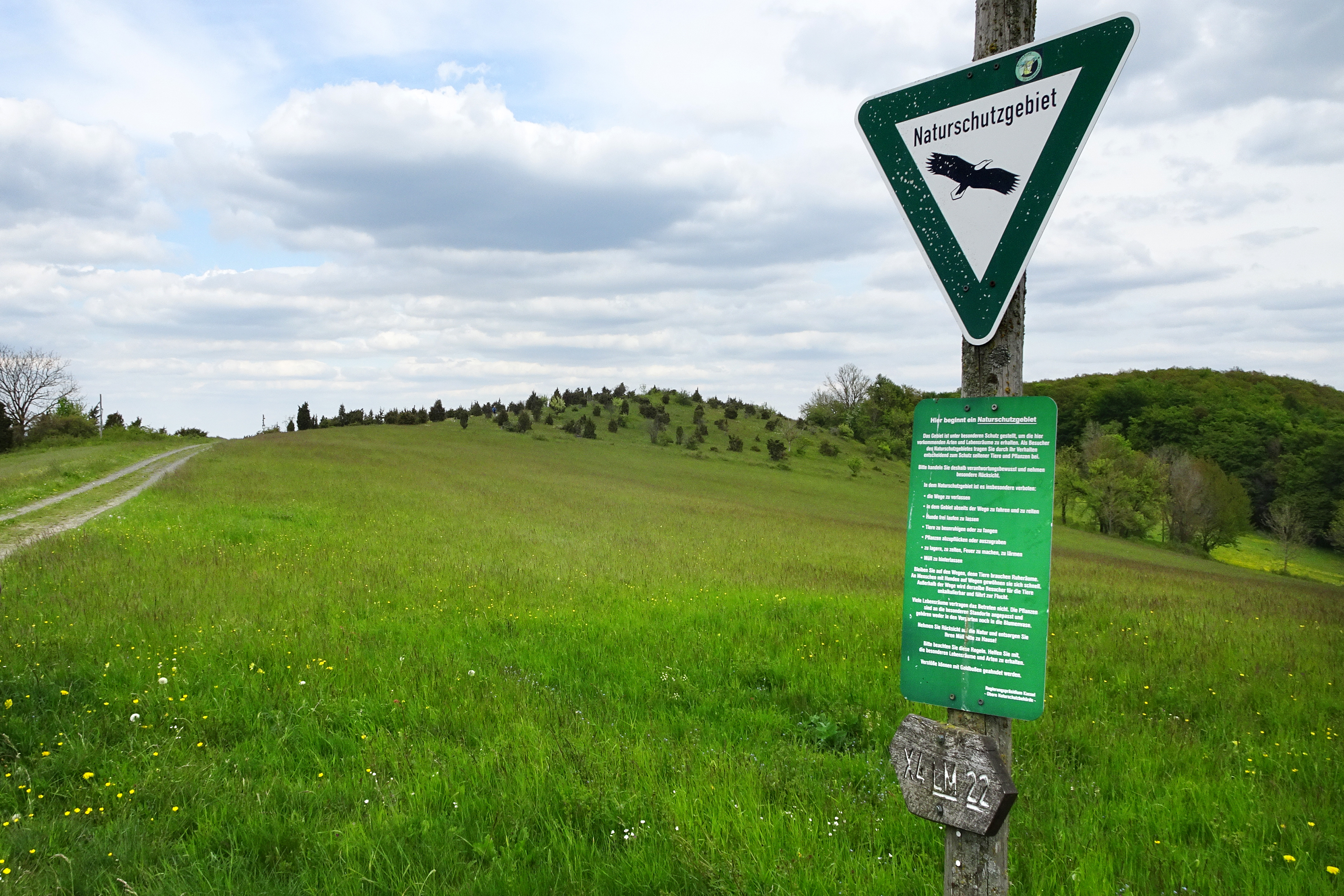
Naturschutzgebiet Bühlchen bei Weißenbach
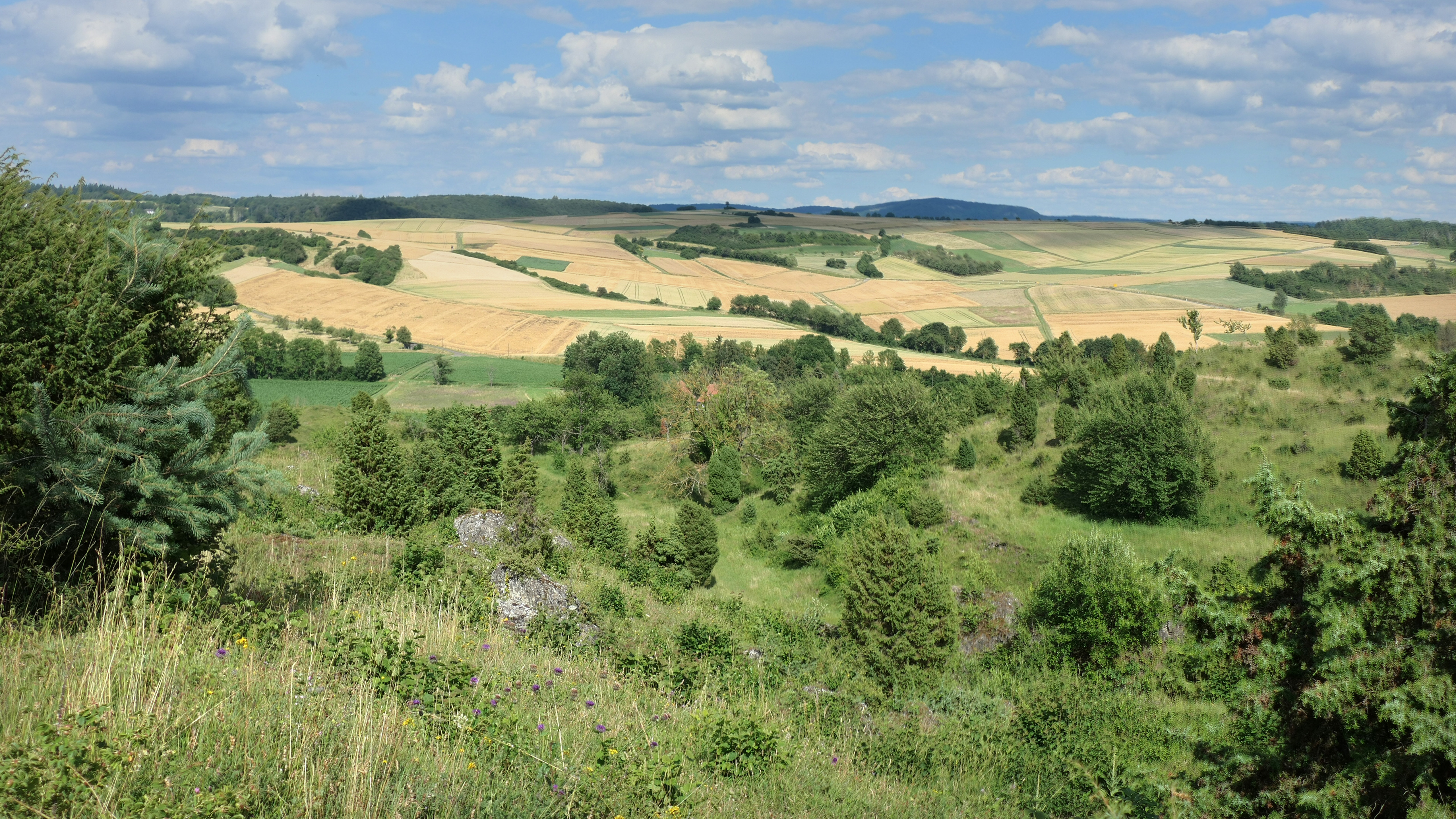
Die Hielöcher im Naturschutzgebiet Kripplöcher und Hielöcher
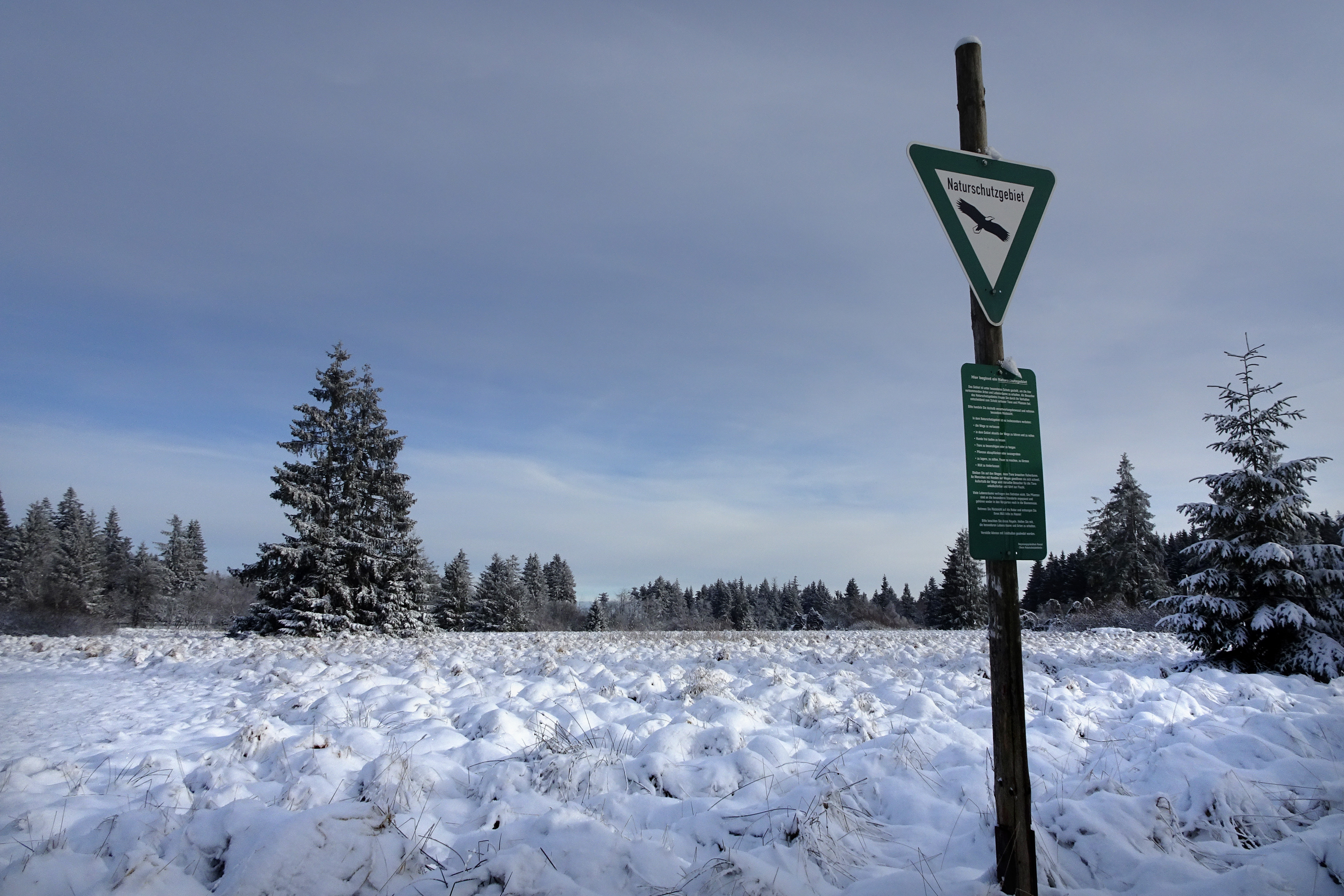
Das Rebbes im Naturschutzgebiet Meißner
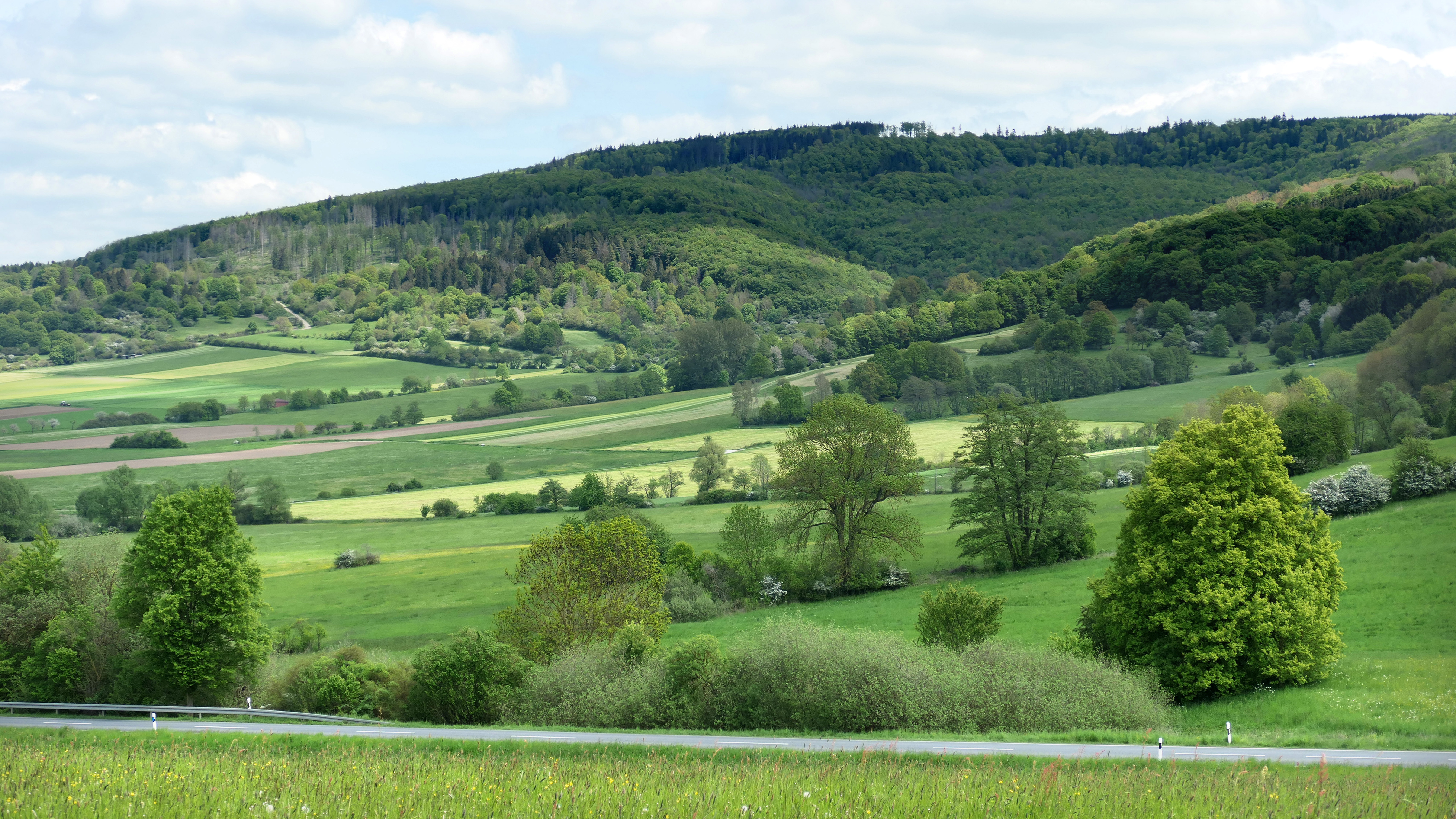
Naturschutzgebiet Quellgebiet der Weißen Gelster

### Naturwaldreservat Meißner
Das Naturwaldreservat mit einer Höhenlage von 570 bis 745 Meter liegt vollständig innerhalb des Naturschutzgebiets Meißner. Es besteht aus einem völlig nutzungsfreien Totalreservat und zwei naturnah bewirtschafteten Vergleichsflächen. Totalreservat und Vergleichsflächen sind jeweils 43 Hektar groß. Der Buchenwald des Reservats wächst auf tertiärem Basalt und kleinflächig auf Oberen und Mittlerem Buntsandstein und wird den Vegetationstypen Waldmeister-Buchenwald und Ahorn-Linden-Hang- und Schluchtwald zugeordnet. Das im Jahr 1988 ausgewiesene Gebiet wird vom Forstamt Hessisch Lichtenau betreut.

### Naturdenkmale
Bereits im Jahr 1921 schützte eine staatliche Verwaltungsanordnung markante Stätten des Meißners wie Kalbe, Frau-Holle-Teich, Weiberhemdmoor, Wachtsteinwand, Seesteine und Kitzkammer. Mit dem Inkrafttreten des Reichsnaturschutzgesetzes von 1935 wurden sie dann allerdings nicht, wie damals üblich, als Naturschutzgebiete ausgewiesen. Stattdessen sind sie in der Annahme, dadurch verwaltungsmäßige Erleichterungen zu schaffen, zu flächenhaften Naturdenkmalen erklärt worden. Als „rechtsverbindlich festgesetzte Einzelschöpfungen der Natur“ werden sie durch das Bundesnaturschutzgesetz besonders geschützt.

## Besucherhinweis
Das Meißnerland ist eines der beliebtesten Ausflugsziele in der nordhessischen und südniedersächsischen Region und durch zahlreiche Wanderwege gut erschlossen. Zu den beschilderten und betreuten Wanderwegen, die durch das FFH-Gebiet führen, gehören auch drei Premiumwege des Geo-Naturparks Frau-Holle-Land, die wegen ihrer Qualität mit dem Wandersiegel des Deutschen Wanderinstituts ausgezeichnet wurden:
- P1 Hoher Meißner umrundet mit einer Länge von 13 km die Hochfläche,
- P2 Frankershäuser Karst führt rund 11 km weit durch östliche Meißnervorland und der
- P8 Heiligenberg, Bühlchen verläuft mit einer Streckenlänge von etwa 7 km durch die Landschaft um und südlich von Weißenbach.

Am Parkplatz Schwalbenthal beginnen und enden der
- Wanderweg Knappenpfad, der rund 2 km lang zu Relikten aus der Zeit des historischen Bergbaus am Hohen Meißner führt, und der
- Kalbepfad mit Eulenstieg, auf dem mit einer Streckenlänge von etwa 3 km bis zum Aussichtspunkt Kalbe auf 720 m gewandert werden kann.[46]

Zu den Fernwanderwegen, die das FFH-Gebiet durchqueren, gehören der
- Frau-Holle-Pfad mit dem Wegzeichen X4, der rund 185 km lang von Bad Karlshafen über den Meißner nach Schenklengsfeld führt, sowie der Rundwanderweg
- Grimmsteig, der das Qualitätssiegel „Wanderbares Deutschland“ vom Deutschen Wanderverband verliehen bekam und Märchenorte der Brüder Grimm verbindet.[47]